# Романов Борис Миколайович
Борис Миколайович Романов (13 січня 1949, Дружківка, Донецька область, УРСР — 14 травня 2025, Дніпро, Україна) — художник-графік-дизайнер, член Національної спілки художників України. Був художником, графіком, дизайнером, членом Національної спілки художників України, лауреатом і дипломантом міжнародних конкурсів та виставок екслібрисів.
З 1986 року займався гравюрою, графікою і мініатюрою, учасник понад 30 міжнародних виставок, лауреат, дипломант конкурсів книжкового знака.
На початок 2022 мав понад 400 екслібрисів.

## Життєпис
У 1972 році закінчив відділення промислової графіки Харківського художньо-промислового інституту, після інституту переїхав до Сіверодонецька, де до 2010 року працював художником-дизайнером, начальником художньо-дизайнерського бюро на об'єднанні «АЗОТ». З 1986 року займався гравюрою, графікою і мініатюрою.
Роботи Романова знаходяться у колекціях Національного музею Шевченка, Музею книги і друкарства, Музею гетьманства та Національного музею літератури України (Київ), Музею «Кобзаря» у Черкасах, Музею Шевченка у Пекіні, Міжнародного центру екслібриса (Сент-Ніклас, Бельгія), Брунейського музею графічного мистецтва (Італія), а також у багатьох приватних колекціях в Україні та за її межами.
Учасник всеукраїнських художніх виставок та міжнародних виставок та конкурсів книжкового знаку (понад 40).(рос.)
Має 18 персональних виставок: Сєвєродонецьк-1999, 2009,2014, 2019; Луганськ-2000,2014(рос.); Дружківка-2004,2020; Лисичанськ-2010,2017; Новоайдар-2011; Київ-2014,2018(2);Кам'янець-Подільській-2018; Харків-2018,2019; Полтава-2019.
Графічні мініатюри друкувалися в журналах: «У світі книг», «Україна», «Дзвін», «Золоті Ворота», «Книжник», «Образотворче мистецтво», «Друкарство», «Дивослово», «Рідна школа», «Російський екслібрисній журнал»; в альманасі «Наука і культура», в газеті «Літературна Україна».
Графічна творчість представлена на сторінках Всесвітньої енциклопедії сучасного екслібриса, що видається в Португалії та шевченківські екслібриси — в Шевченківській енциклопедії.
У 2017 році світ побачила книга «Мій Шевченко — екслібриси Бориса Романова». Шевченкіана — унікальна. В мініатюрних композиціях художник відтворив цілу віху із життя Шевченка..
Був членом журі майже усіх обласних конкурсів художньої творчості Луганщини, що проводилися до повномасштабного вторгнення РФ до України.
2022 року виїхав із Сіверодонецька до Дніпра де продовжив працювати.

## Нагороди та звання
- Член Національної спілки художників України з 2017 ріку.
- Лауреат міської іменної мистецької премії ім. Федора Решетнікова (для графіків), 2023, Дніпро[12]

## Роботи

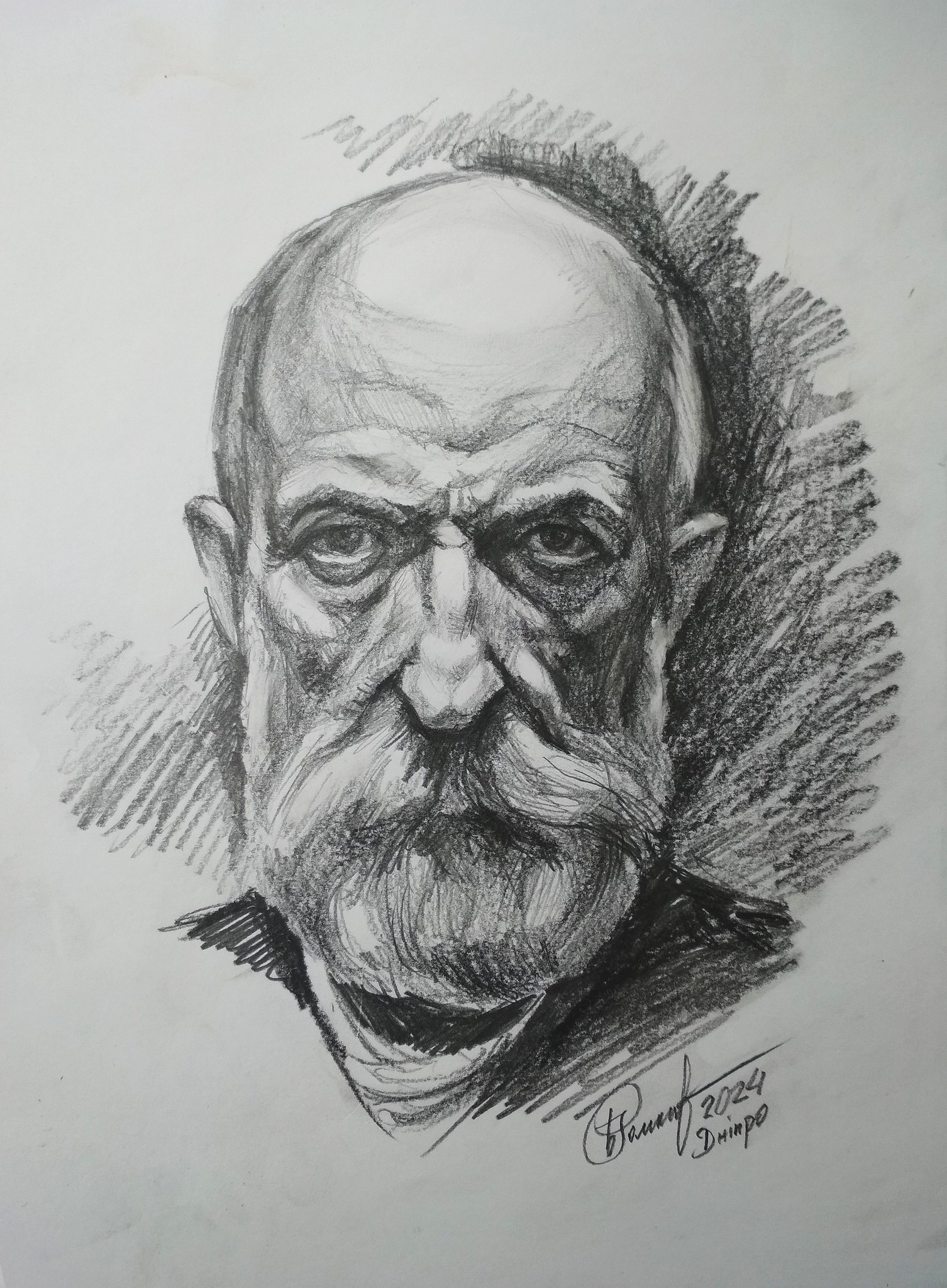
Останній автопортрет. 13-12-2024
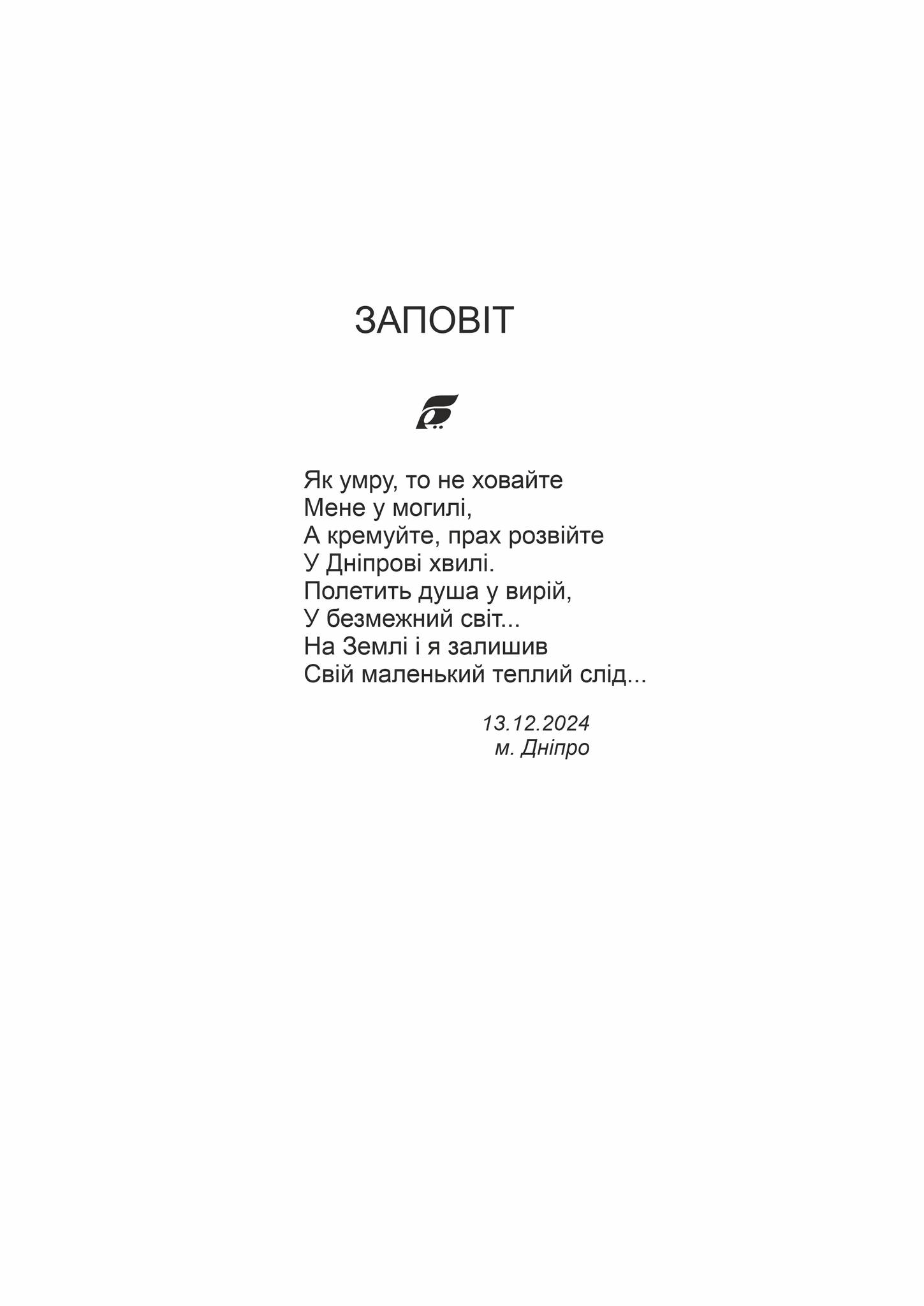
Заповіт. 13-12-2024

Акварелі 2018-2021 років
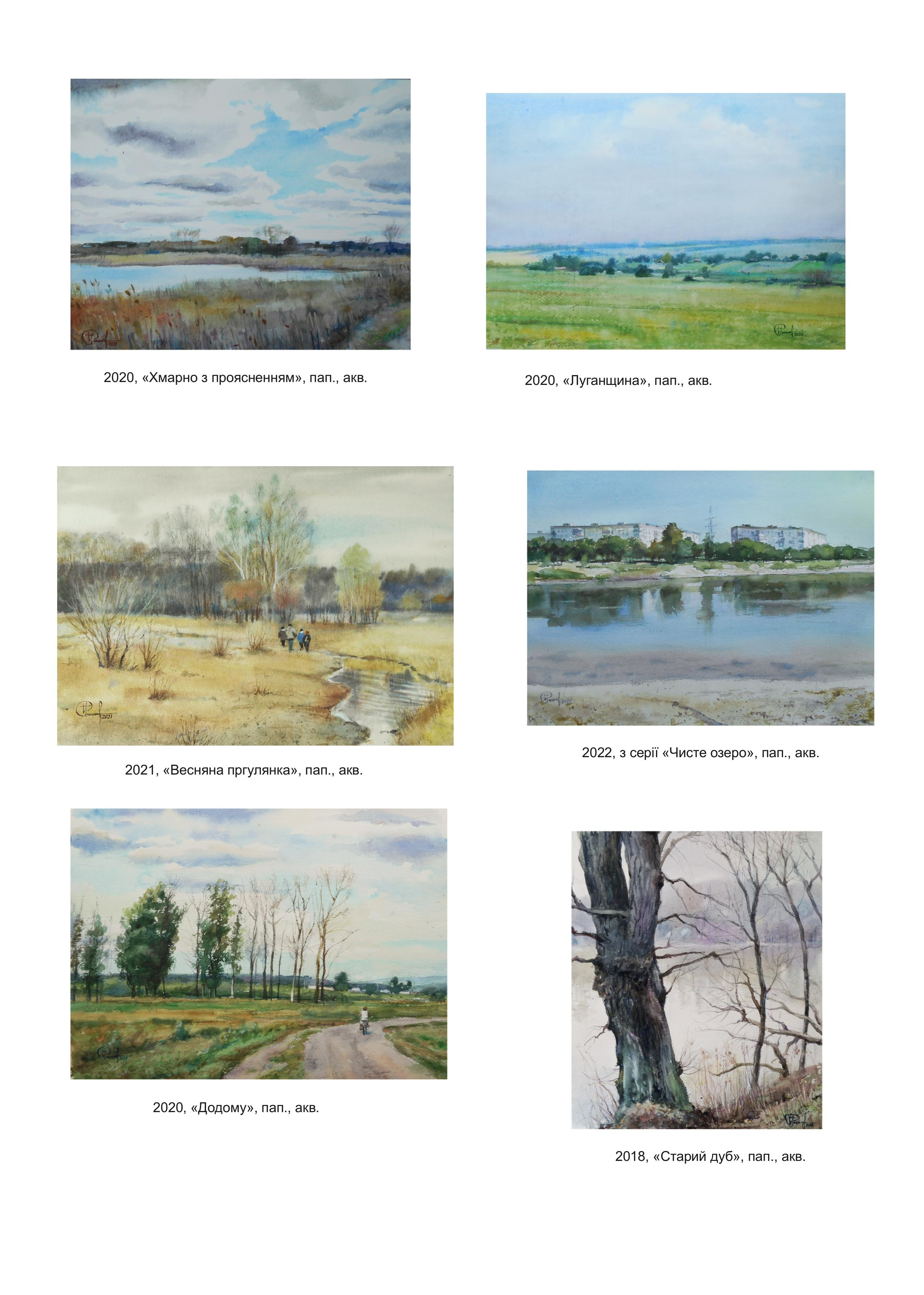

Екслібріси Б. Романова
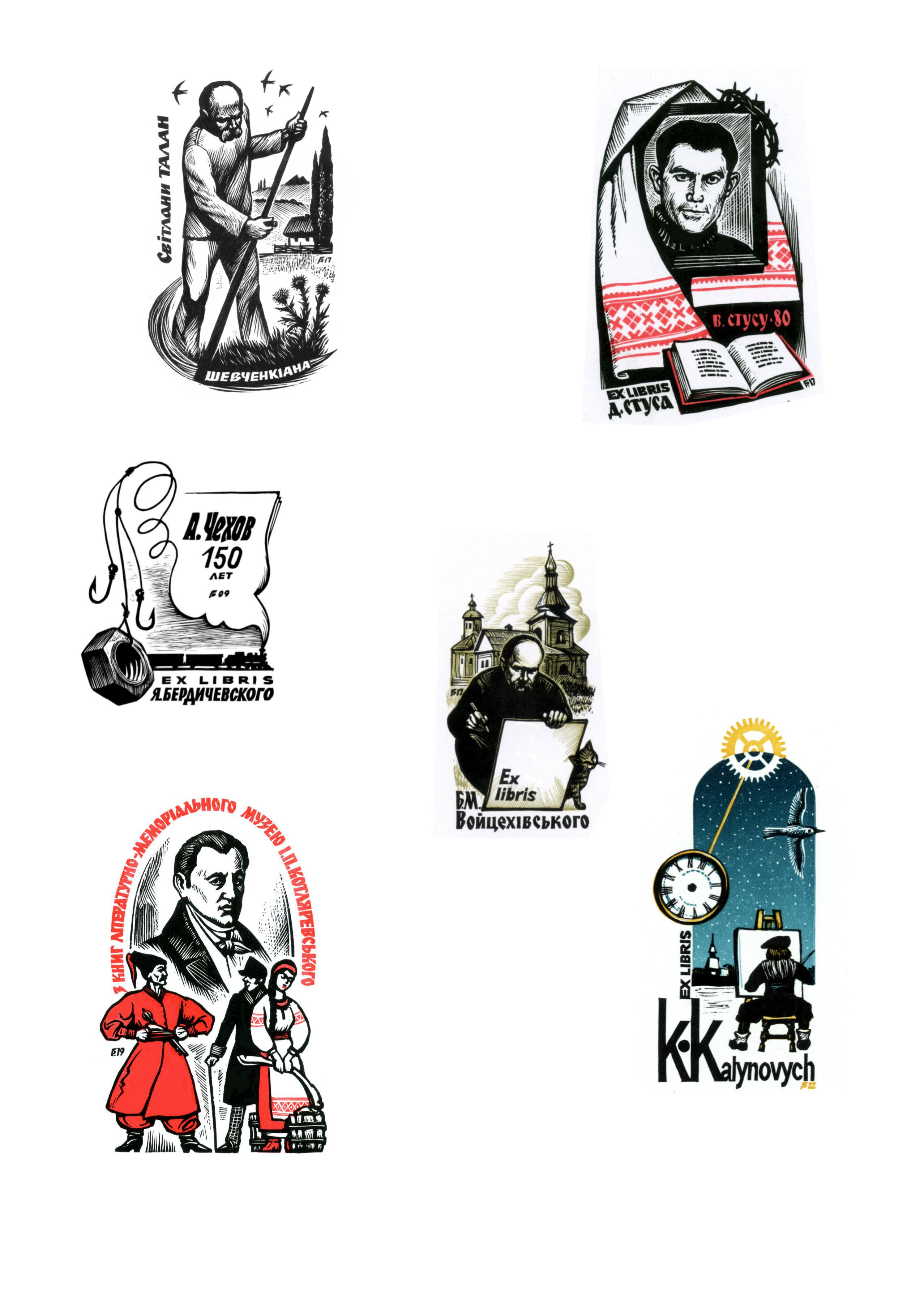
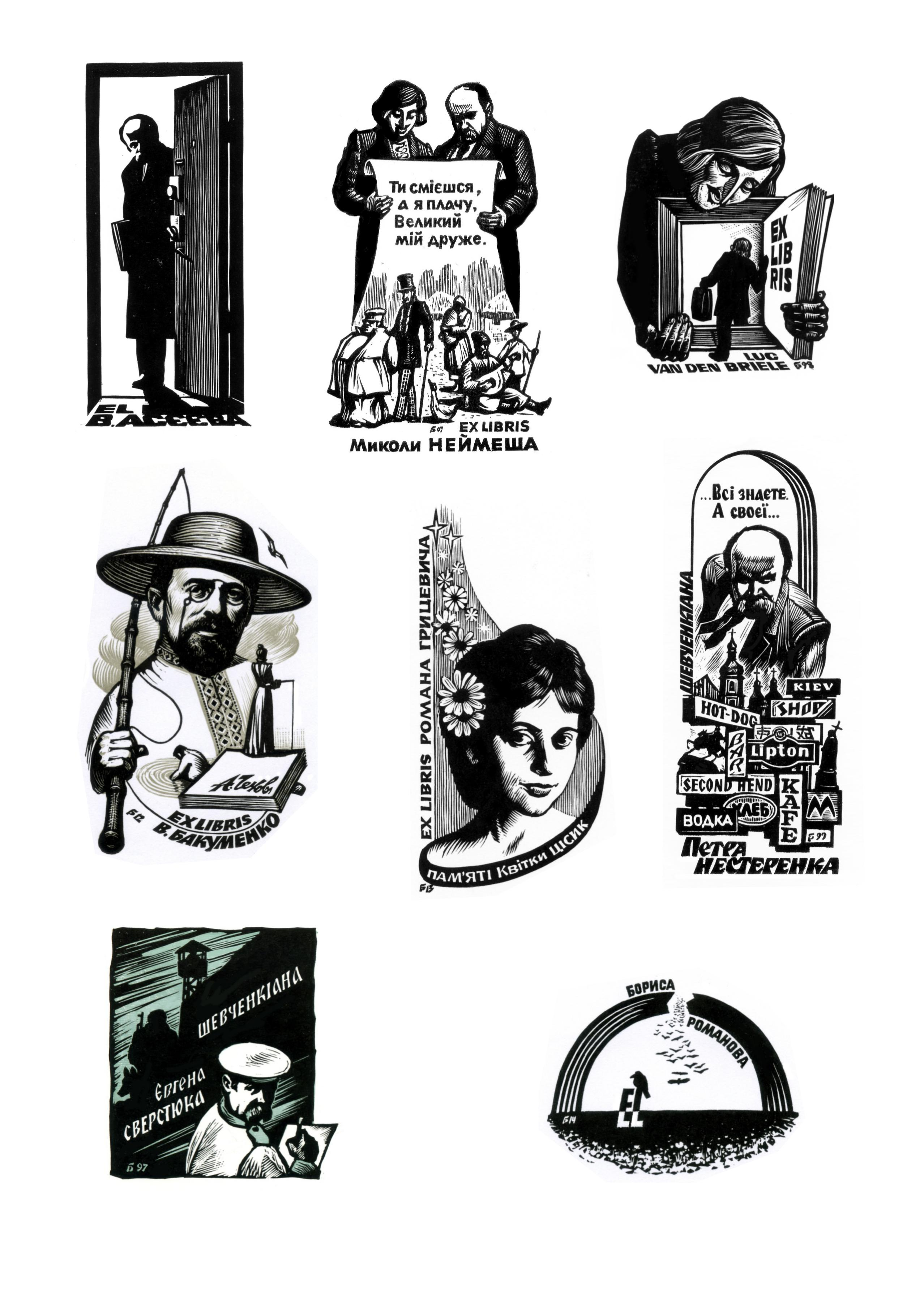
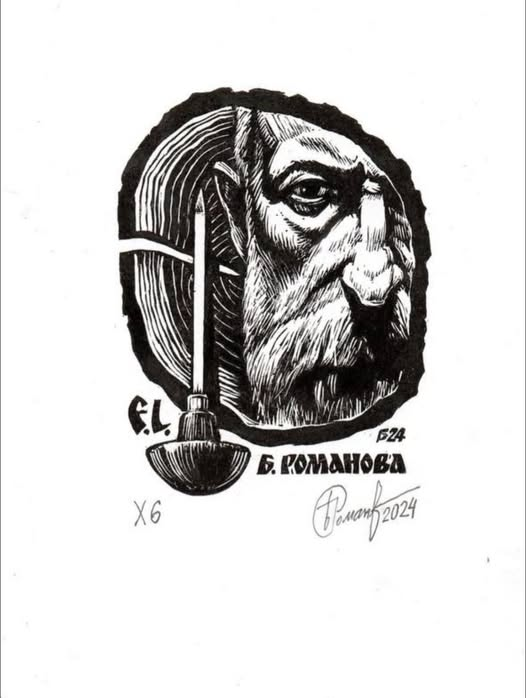
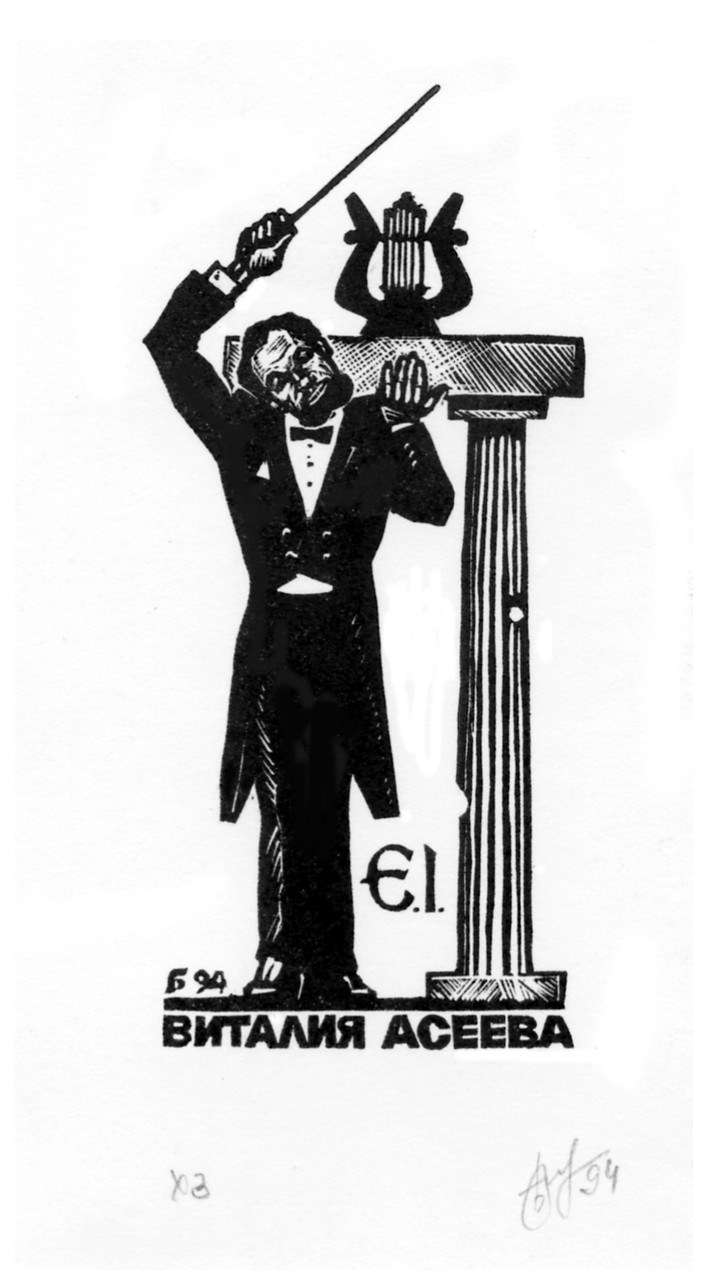
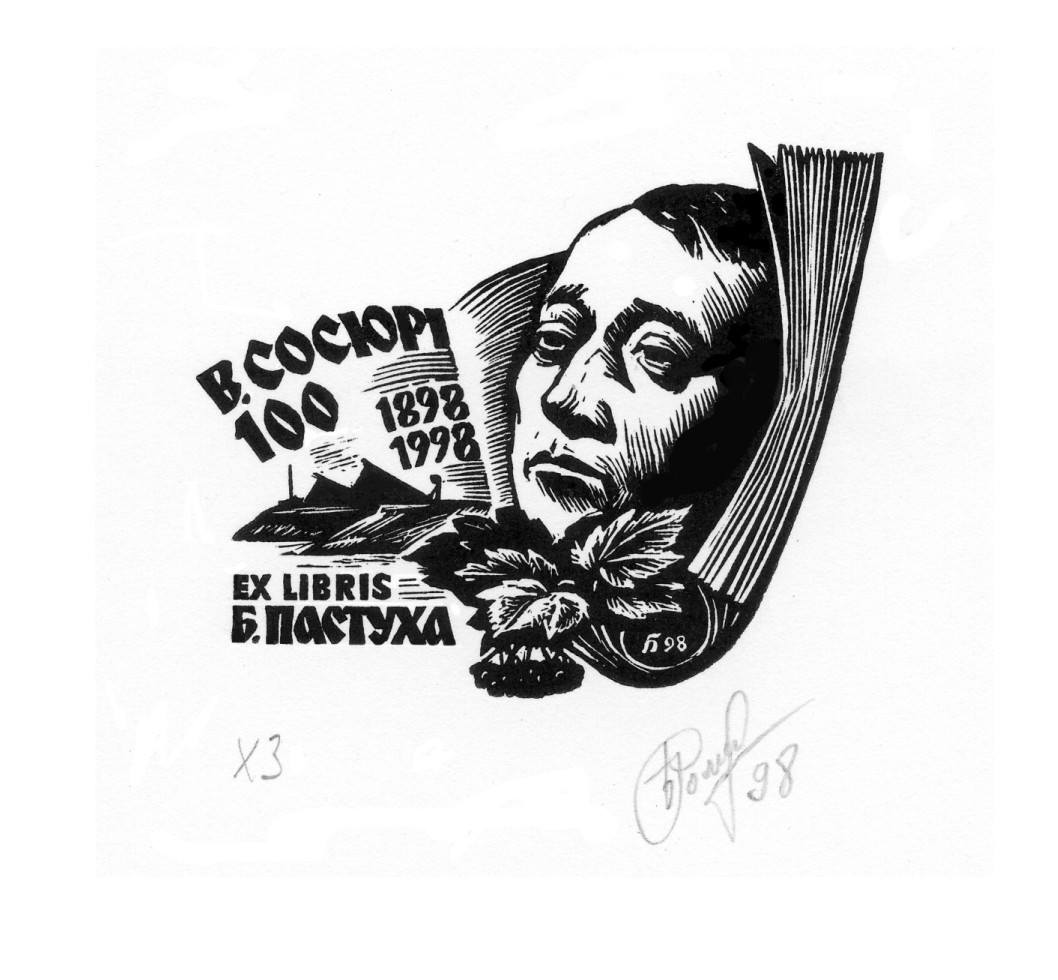
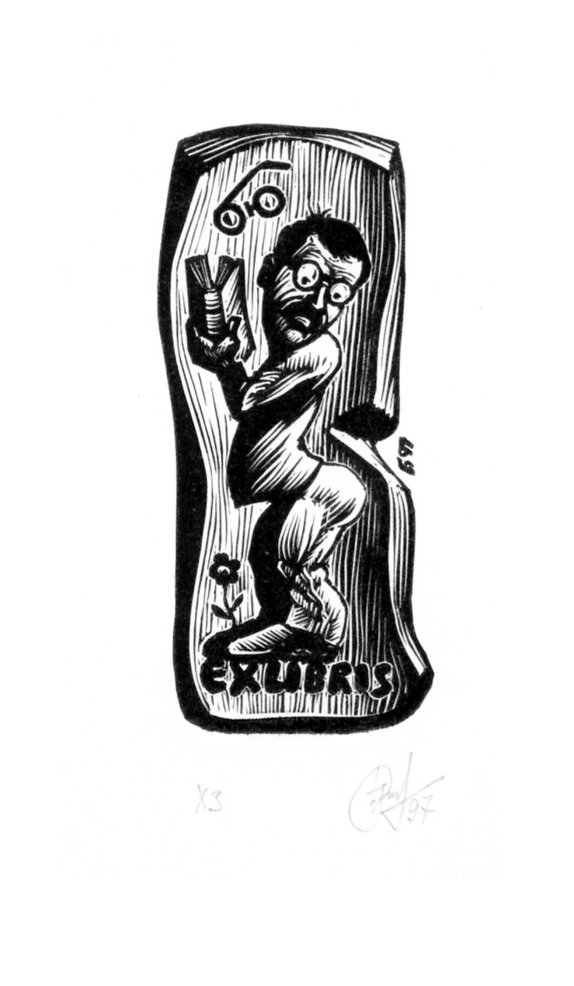
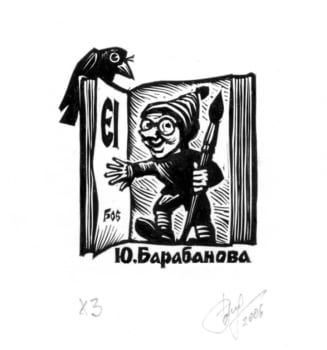
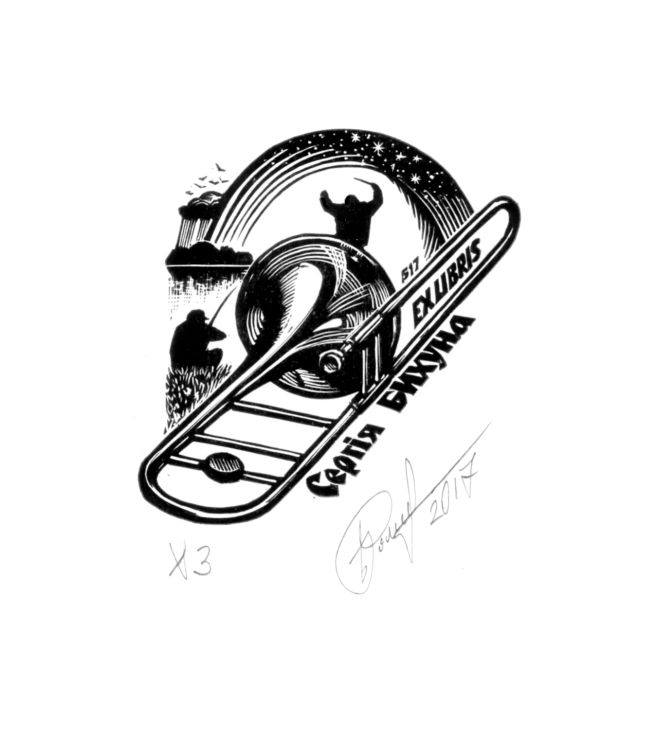
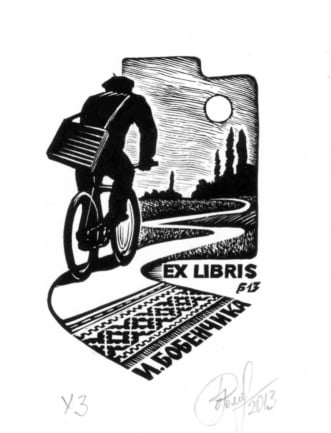
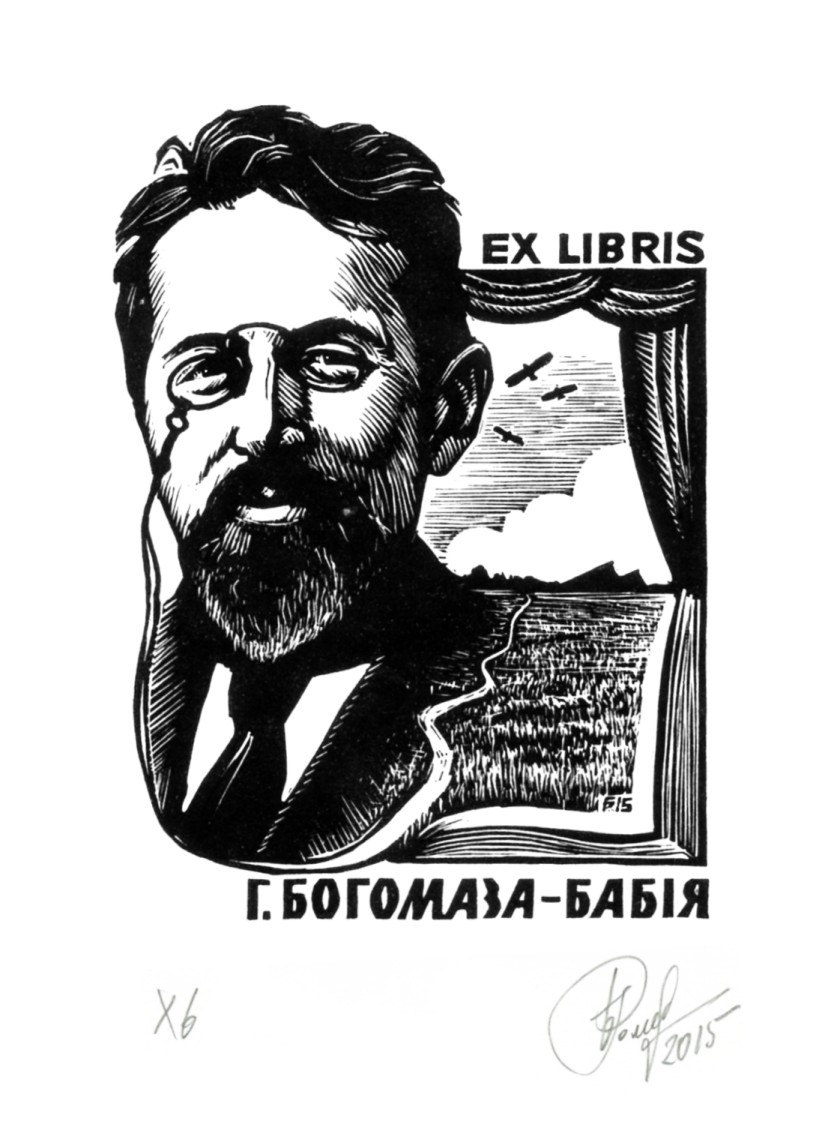
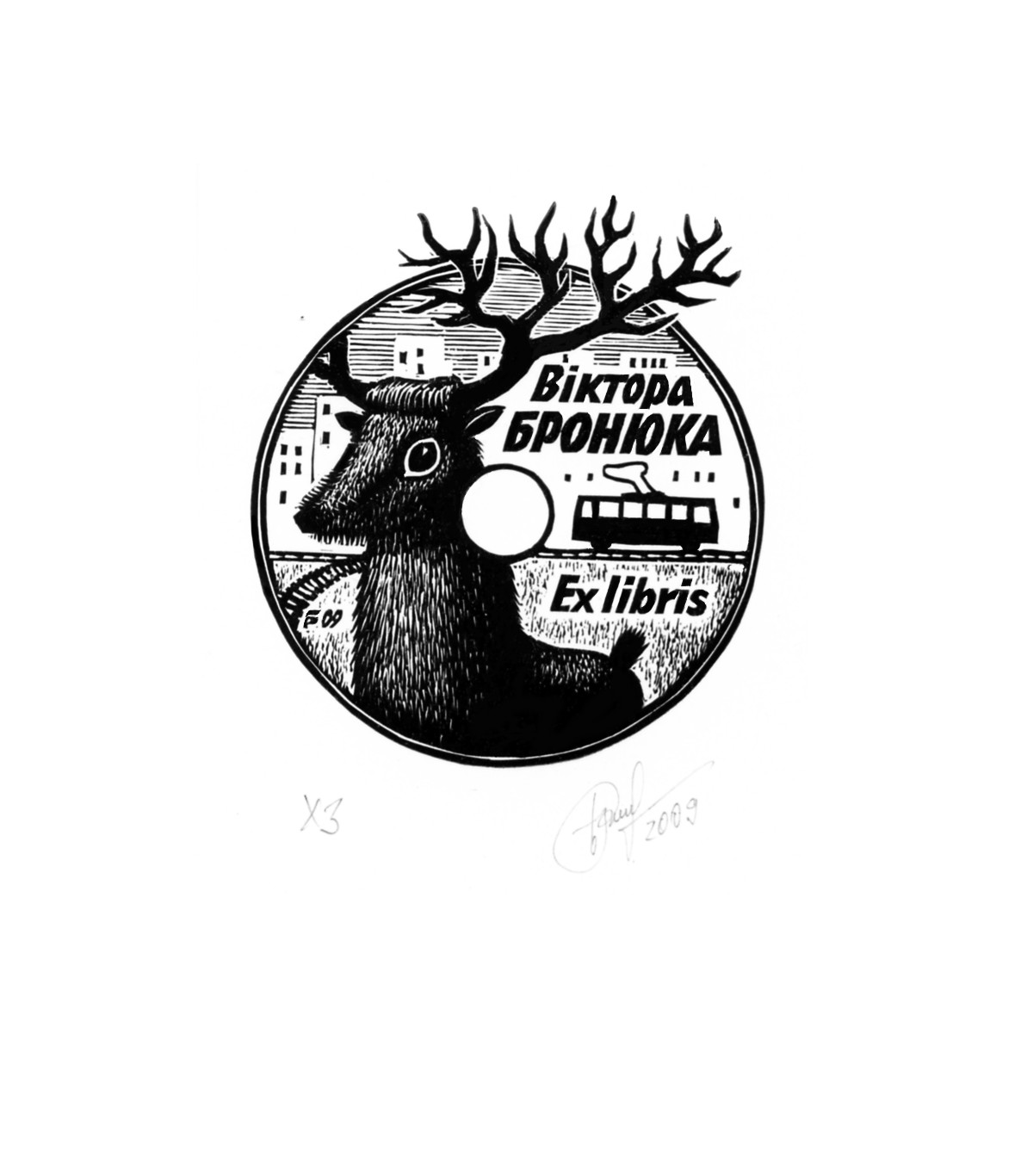
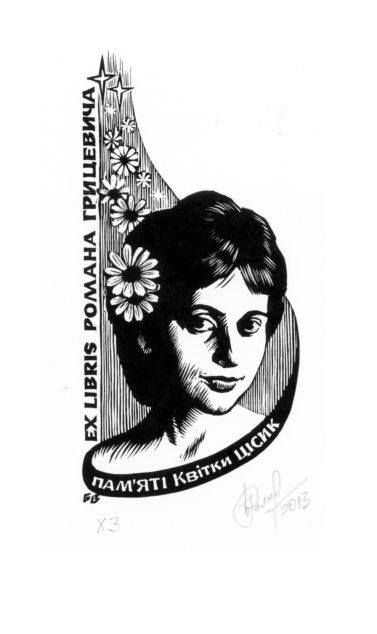
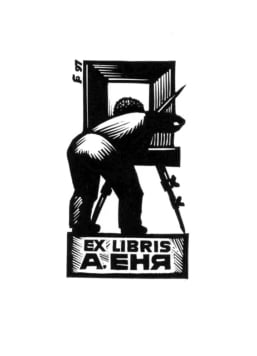
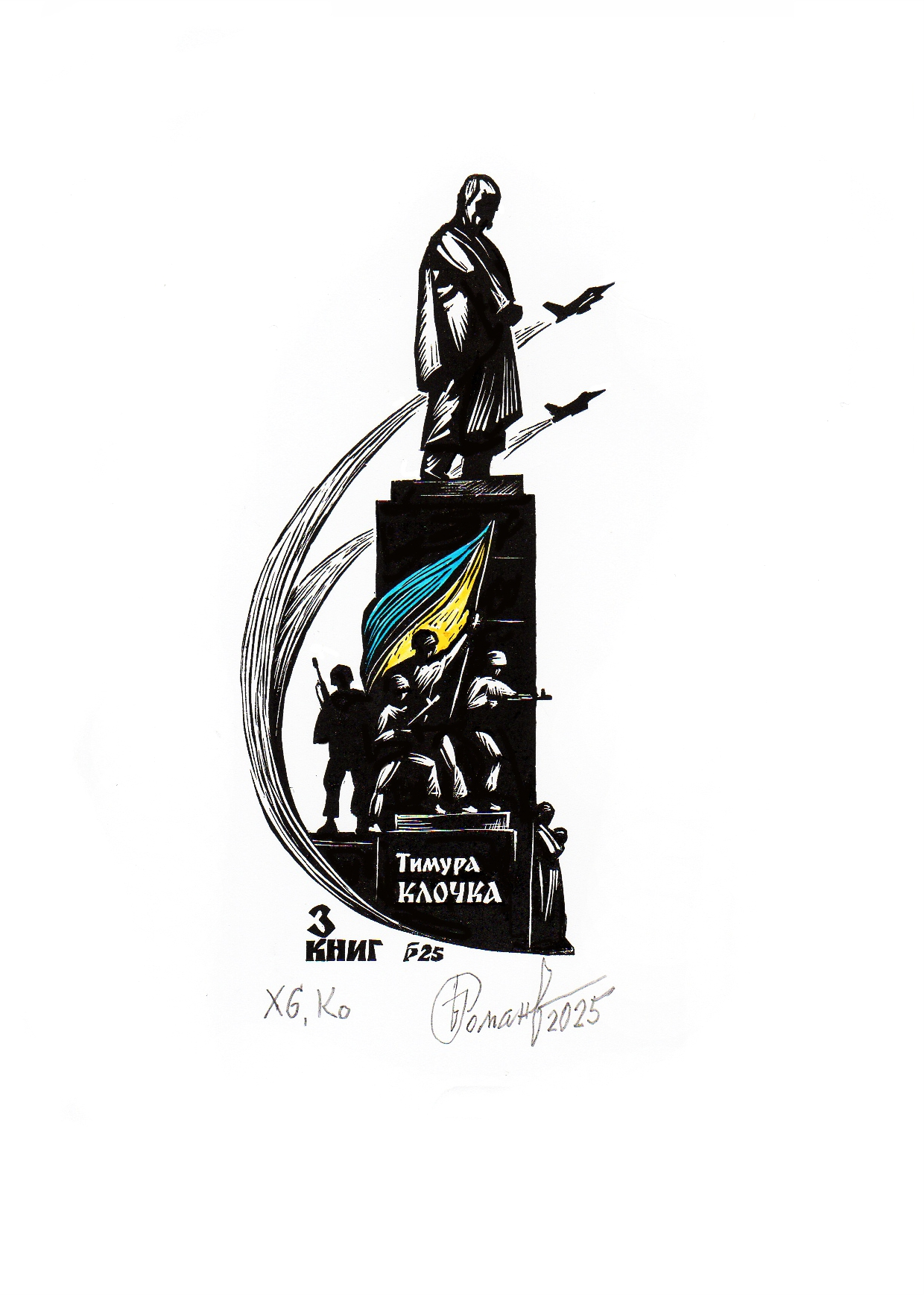
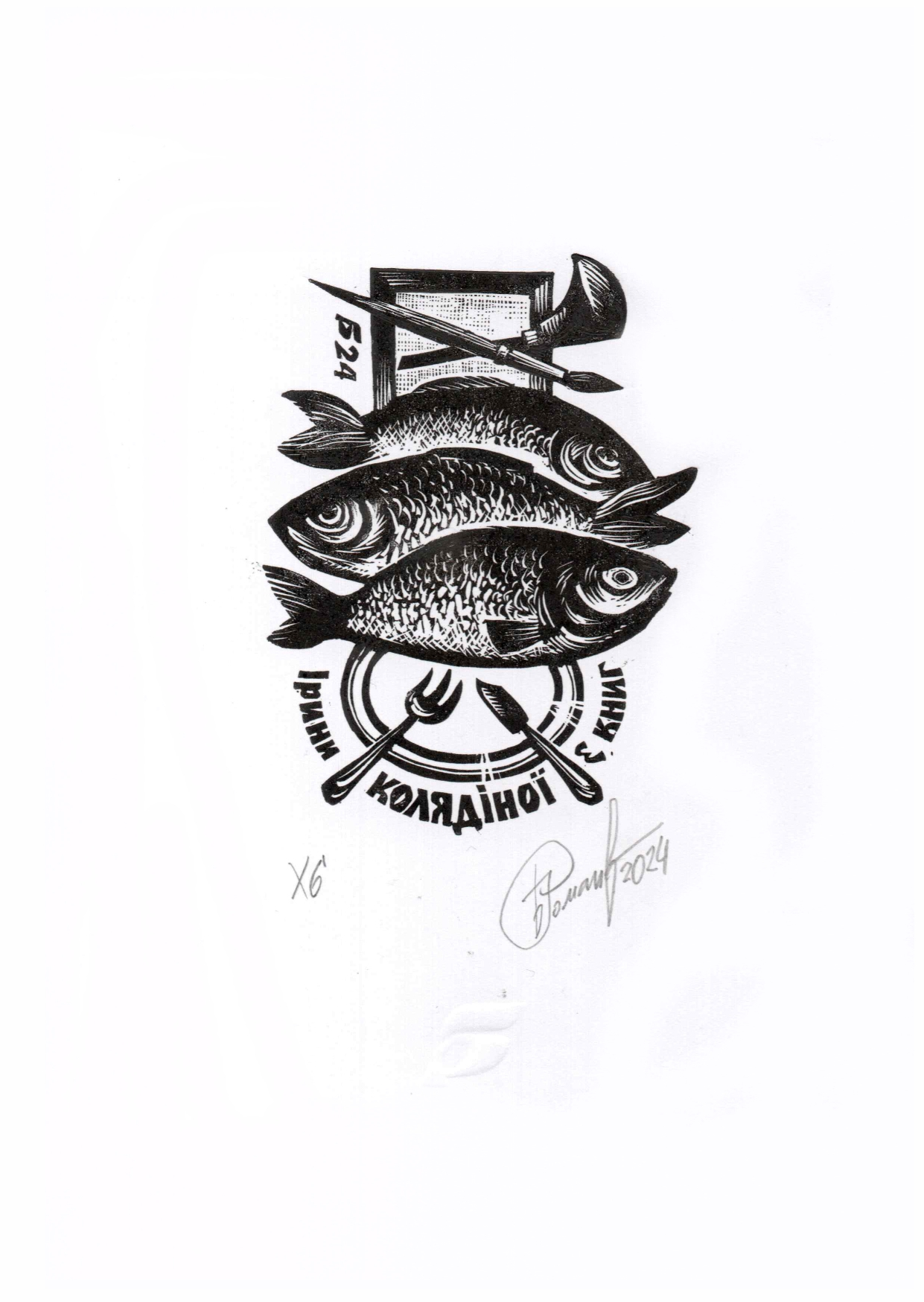
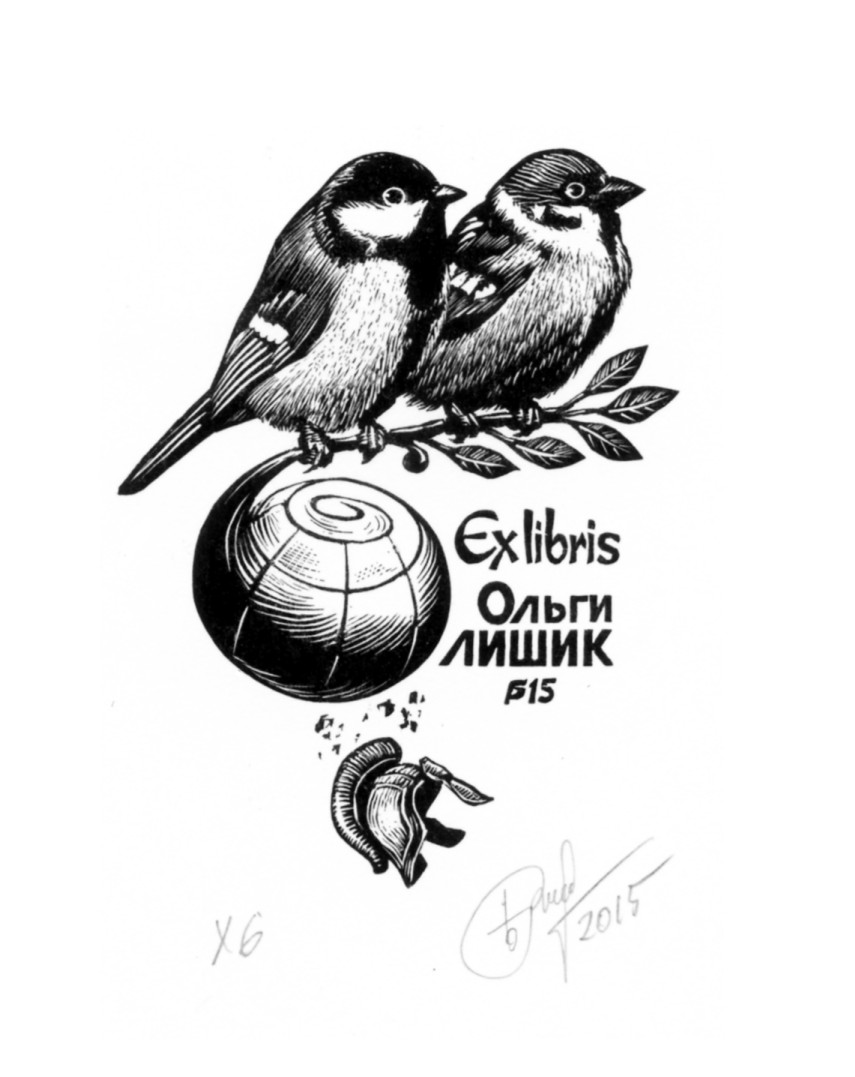
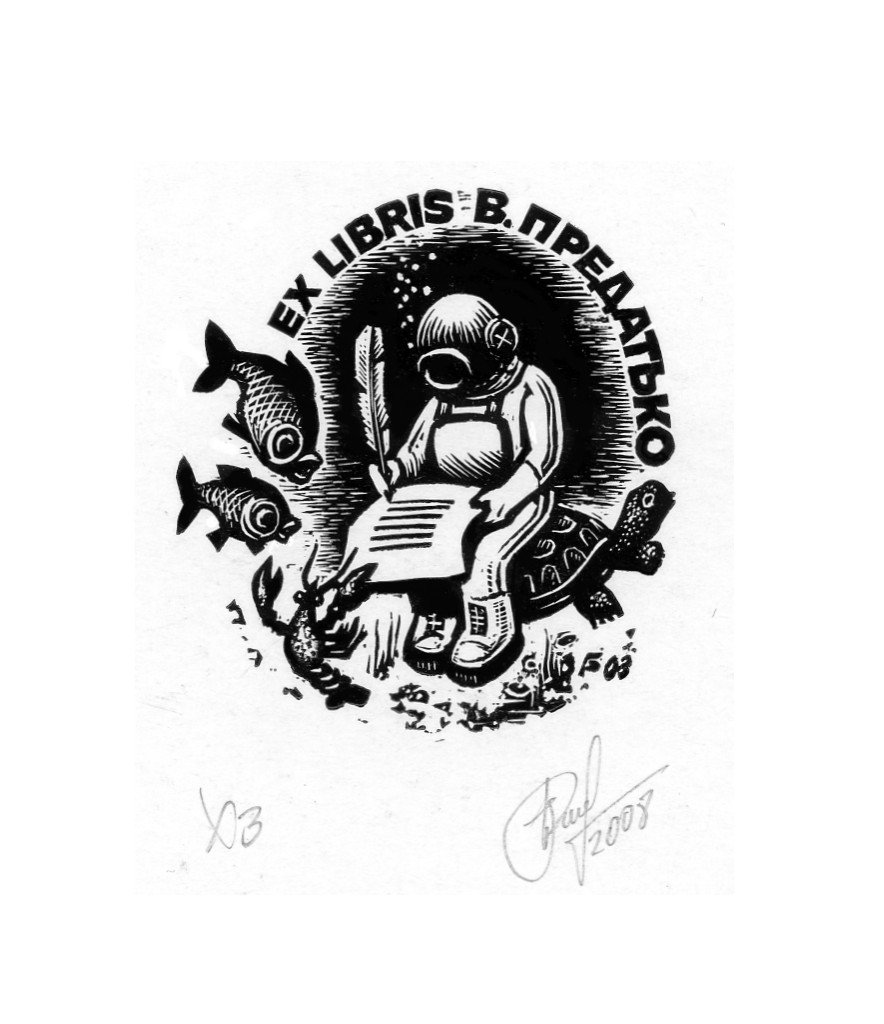
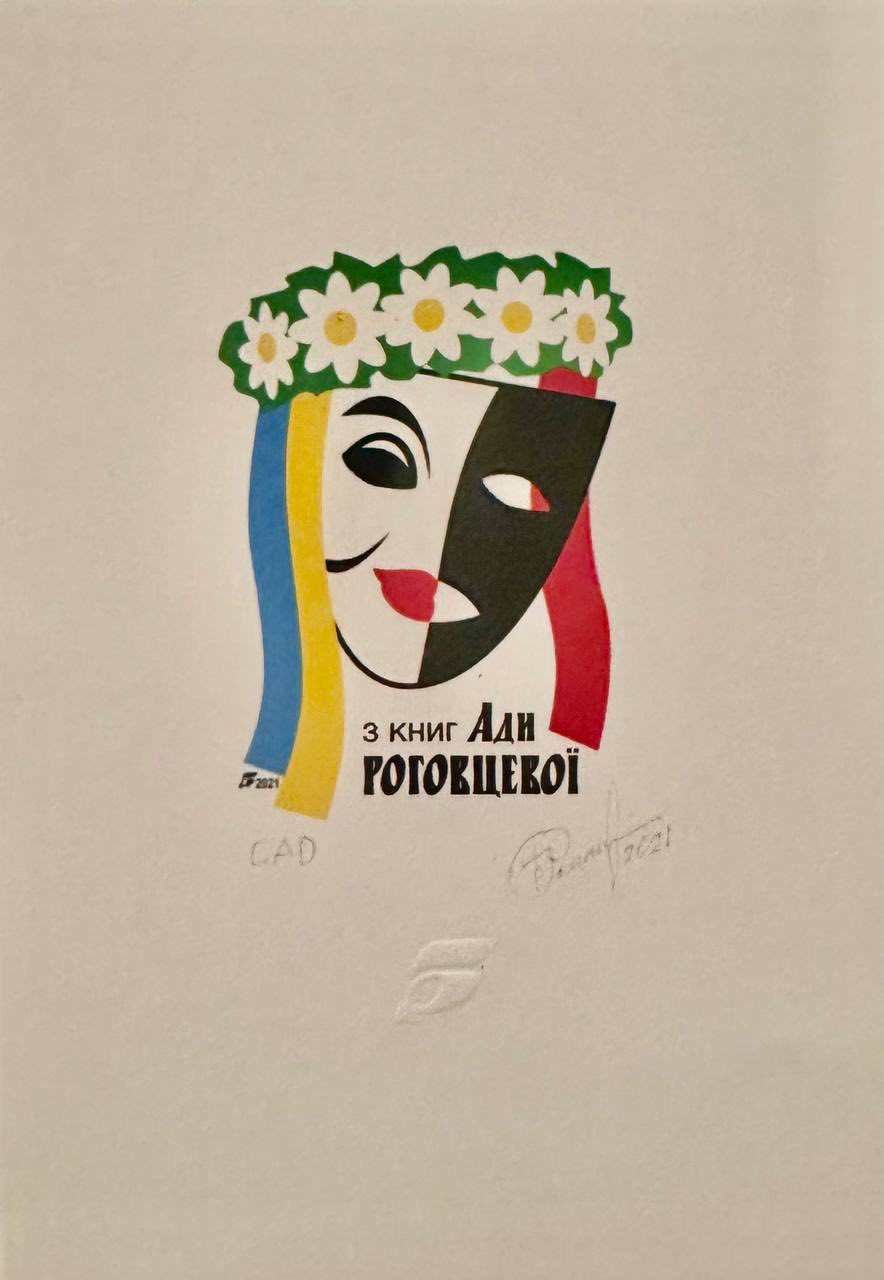
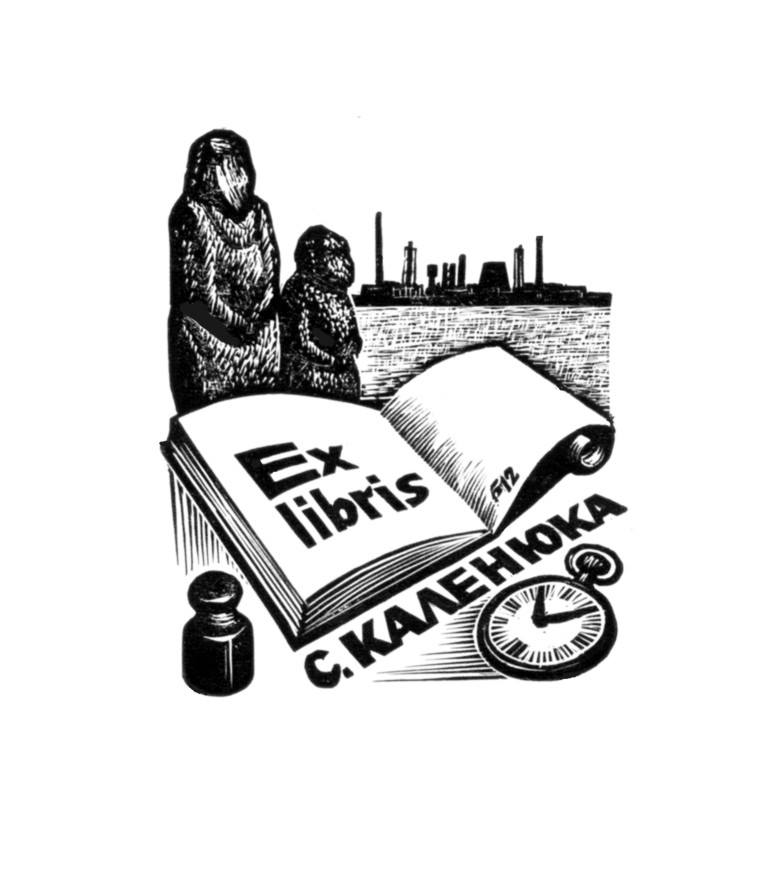
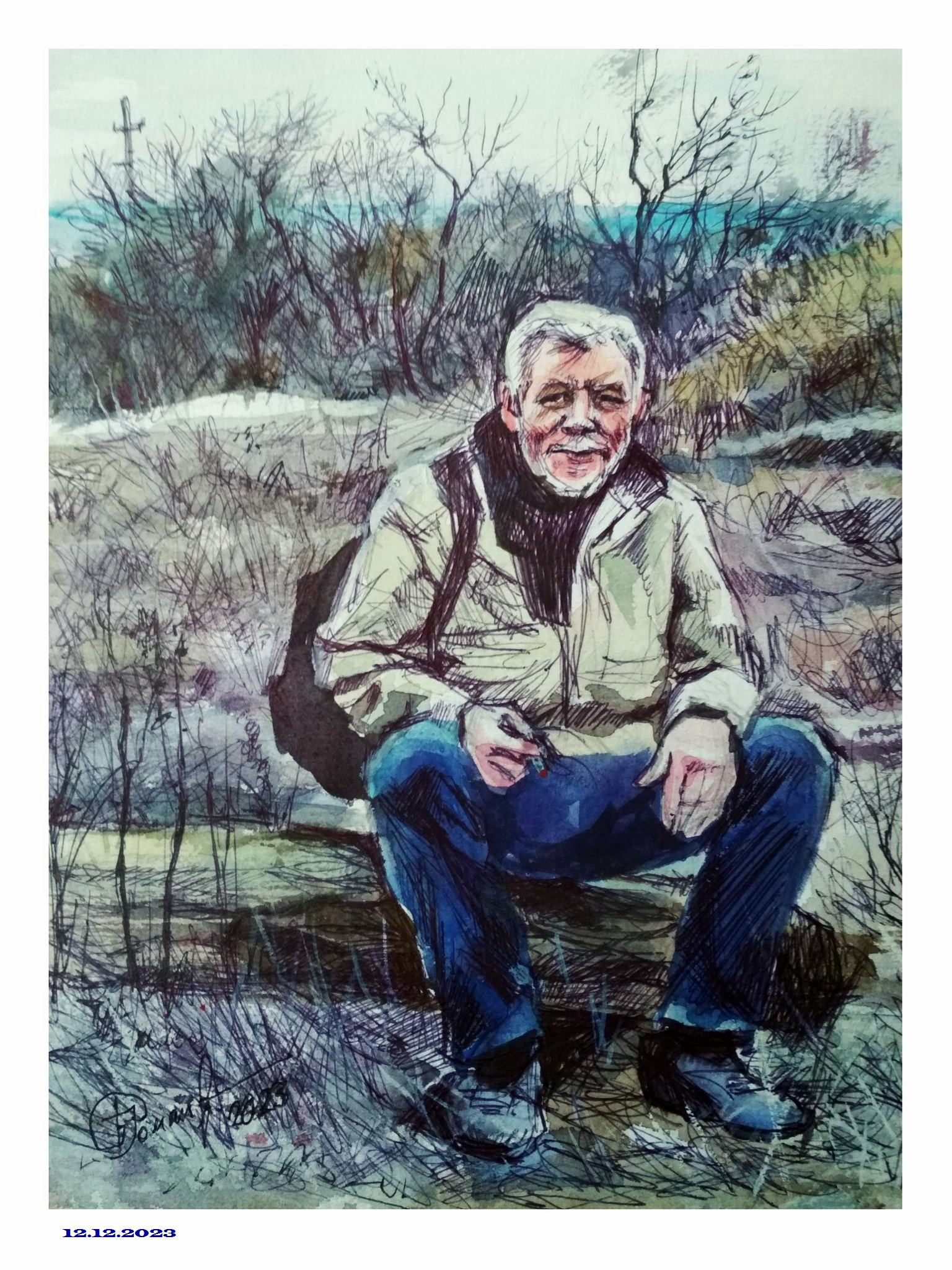
до 70-річчя М. Ломако

Волонтери Дніпра. Портрети 2023-2024рр.
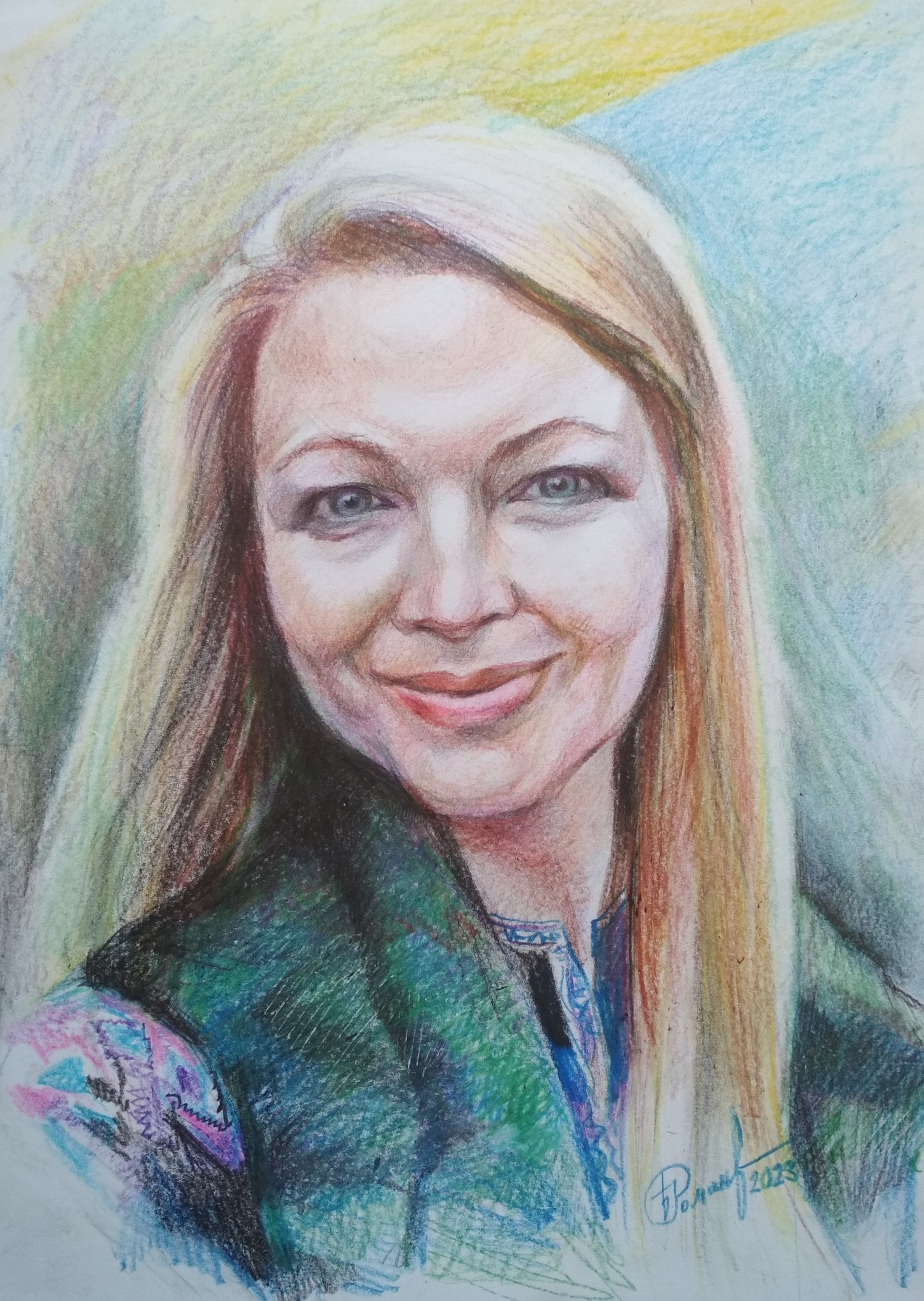
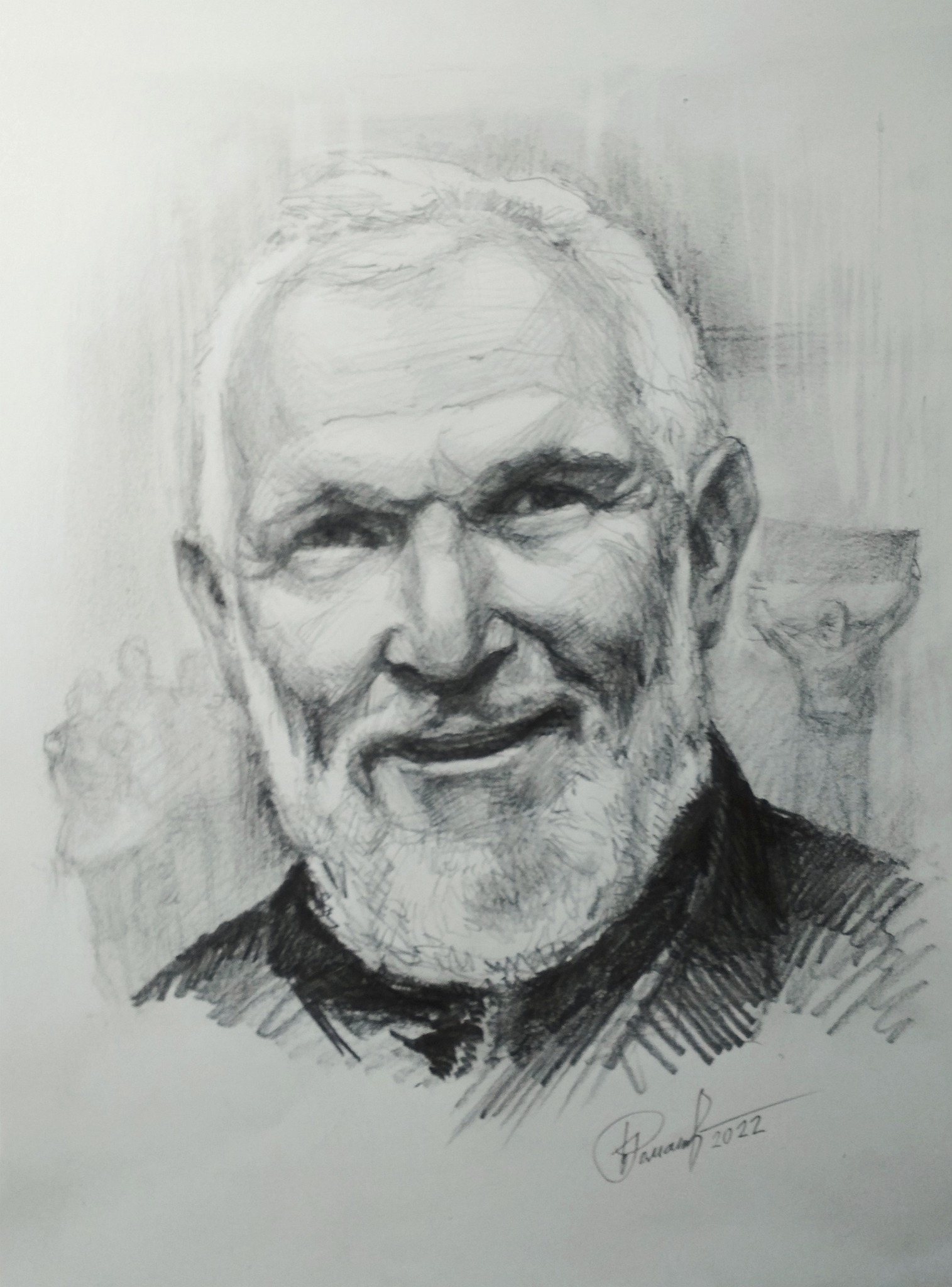
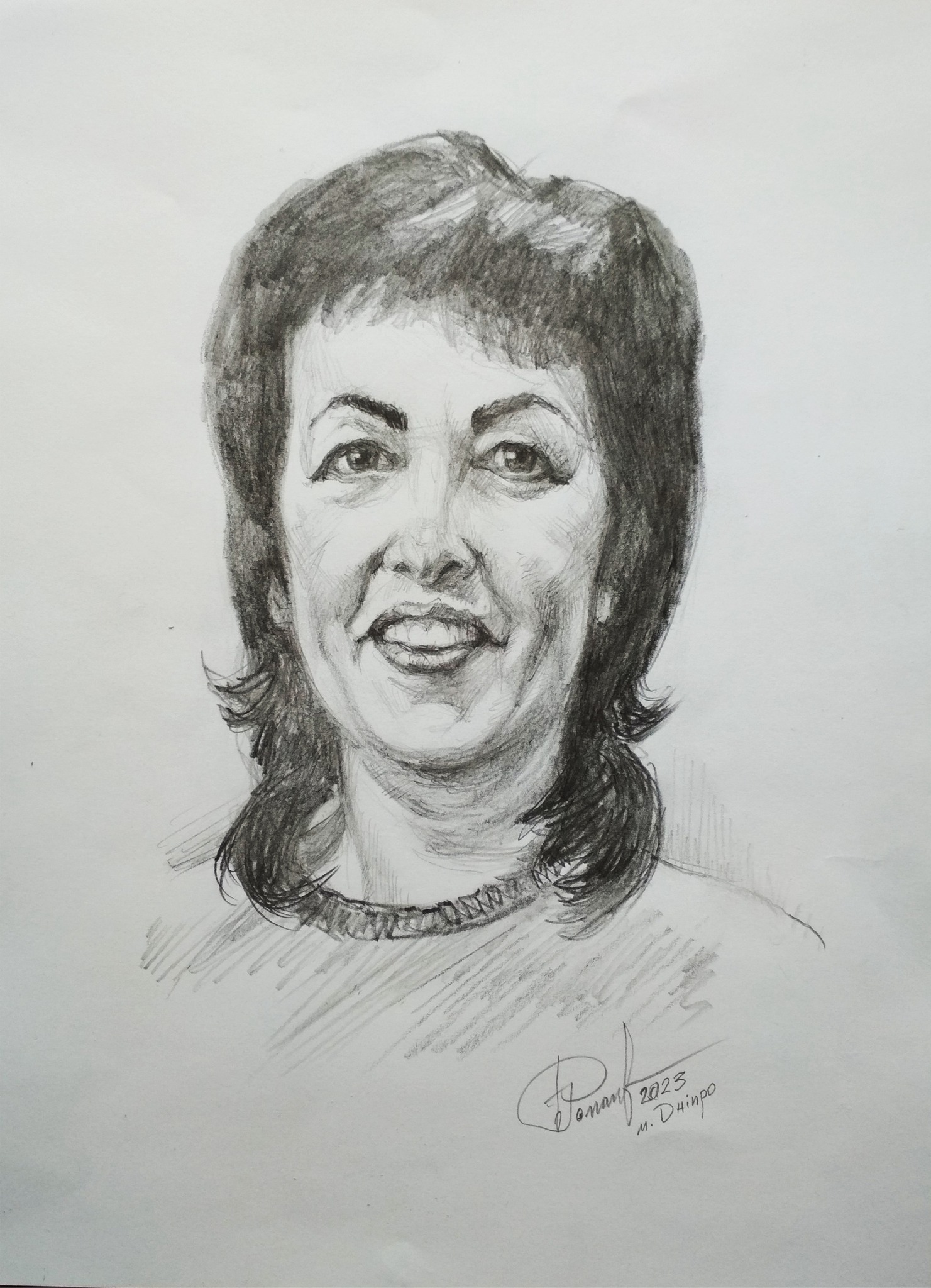
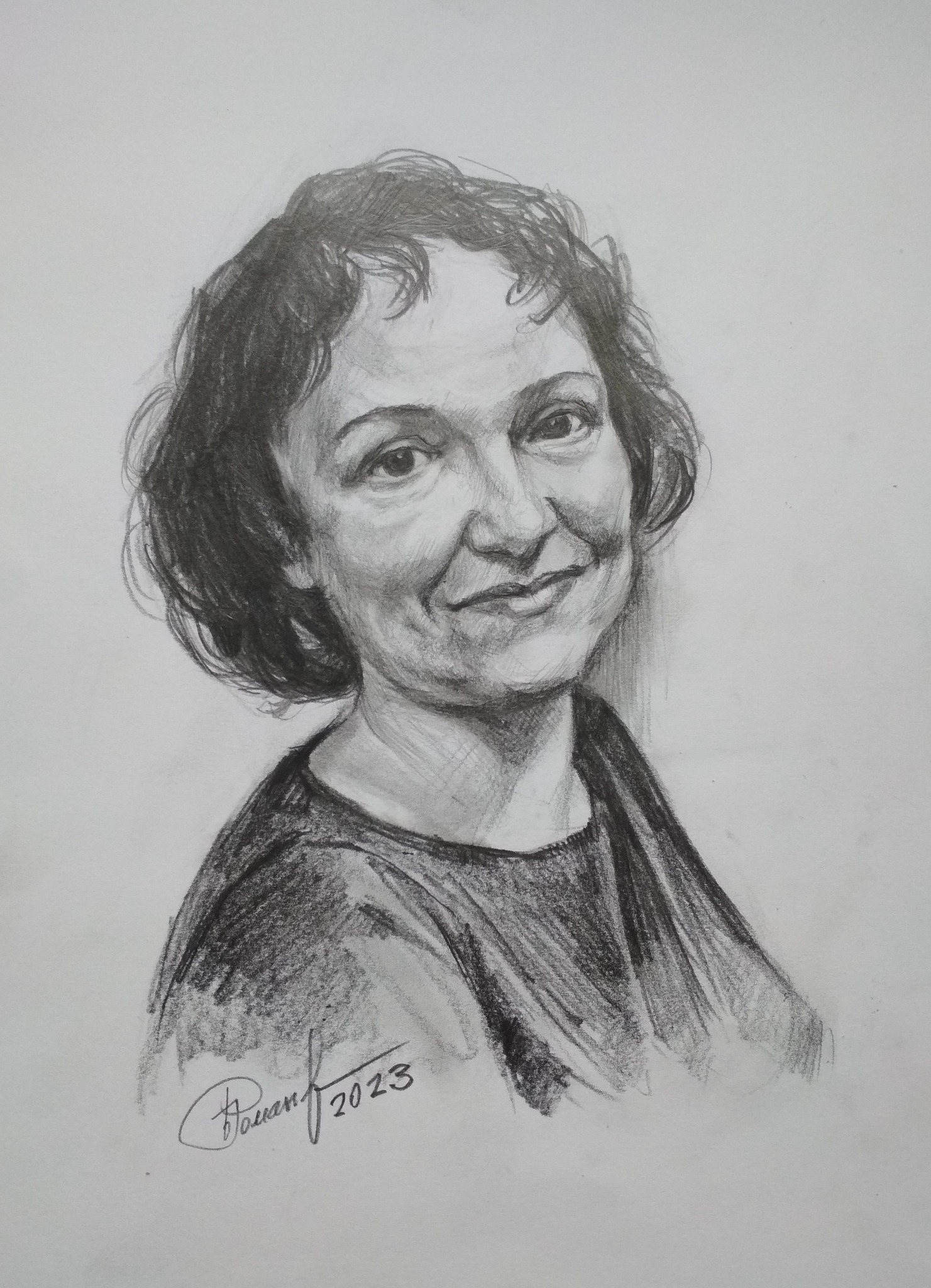
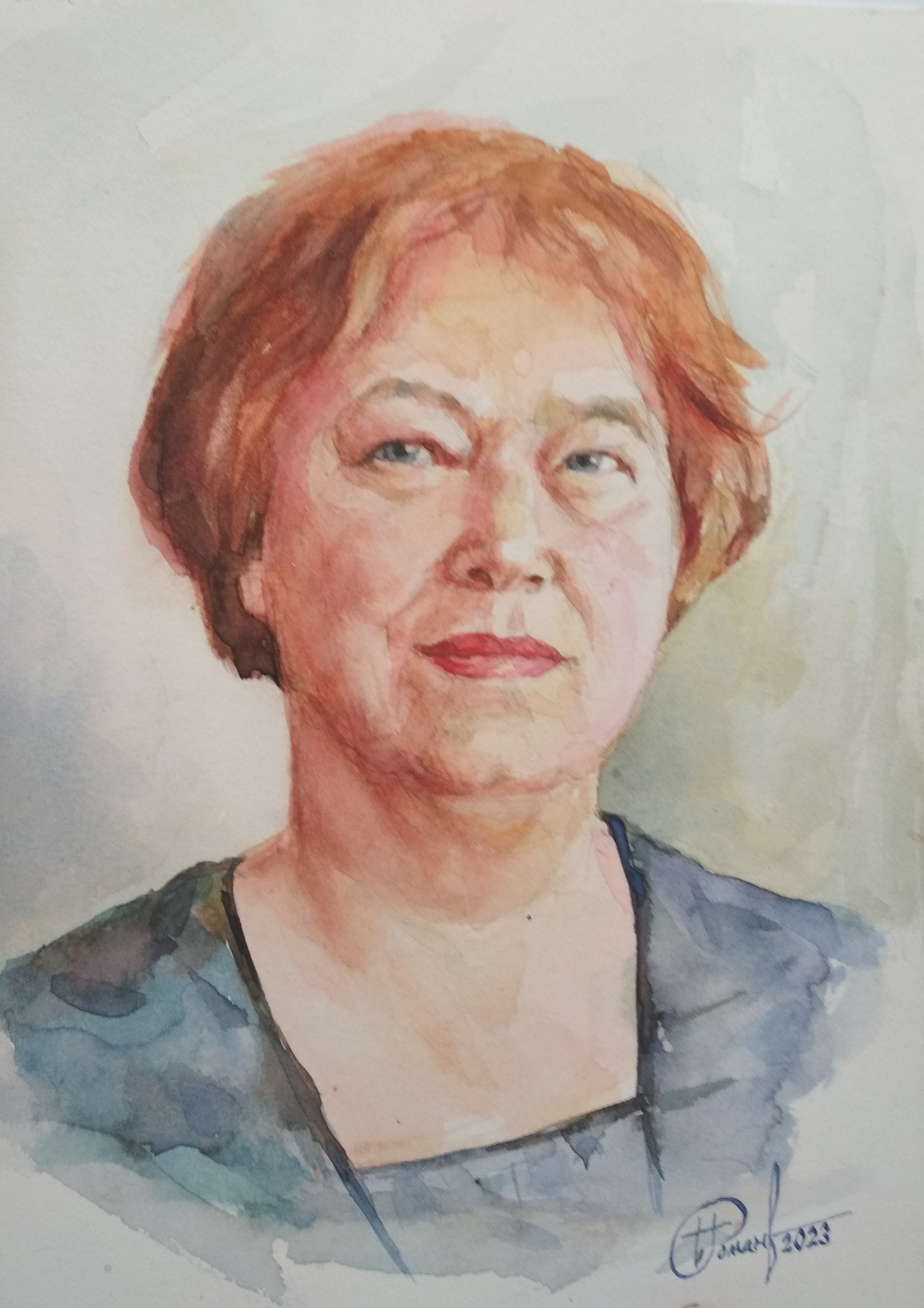
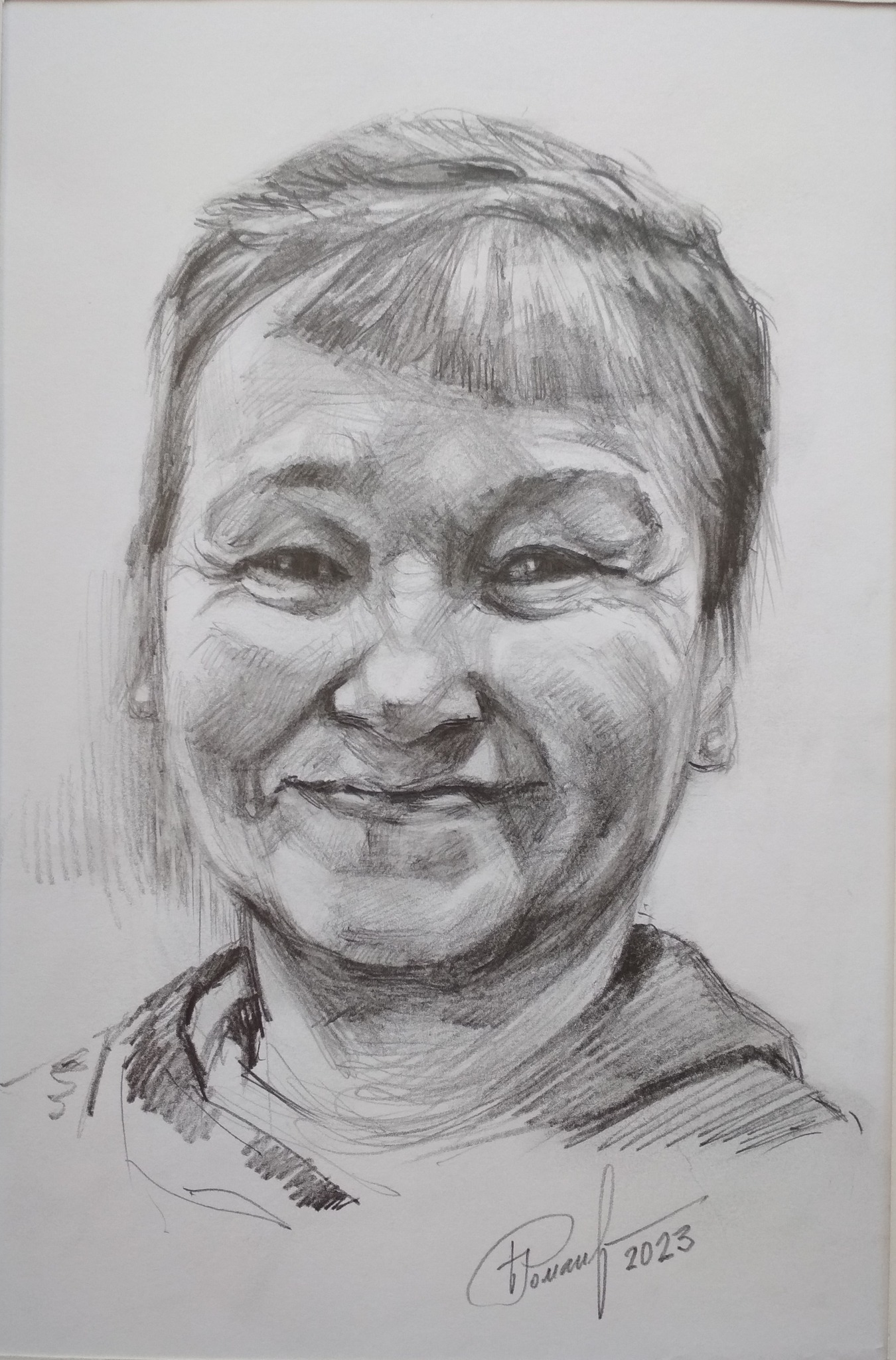
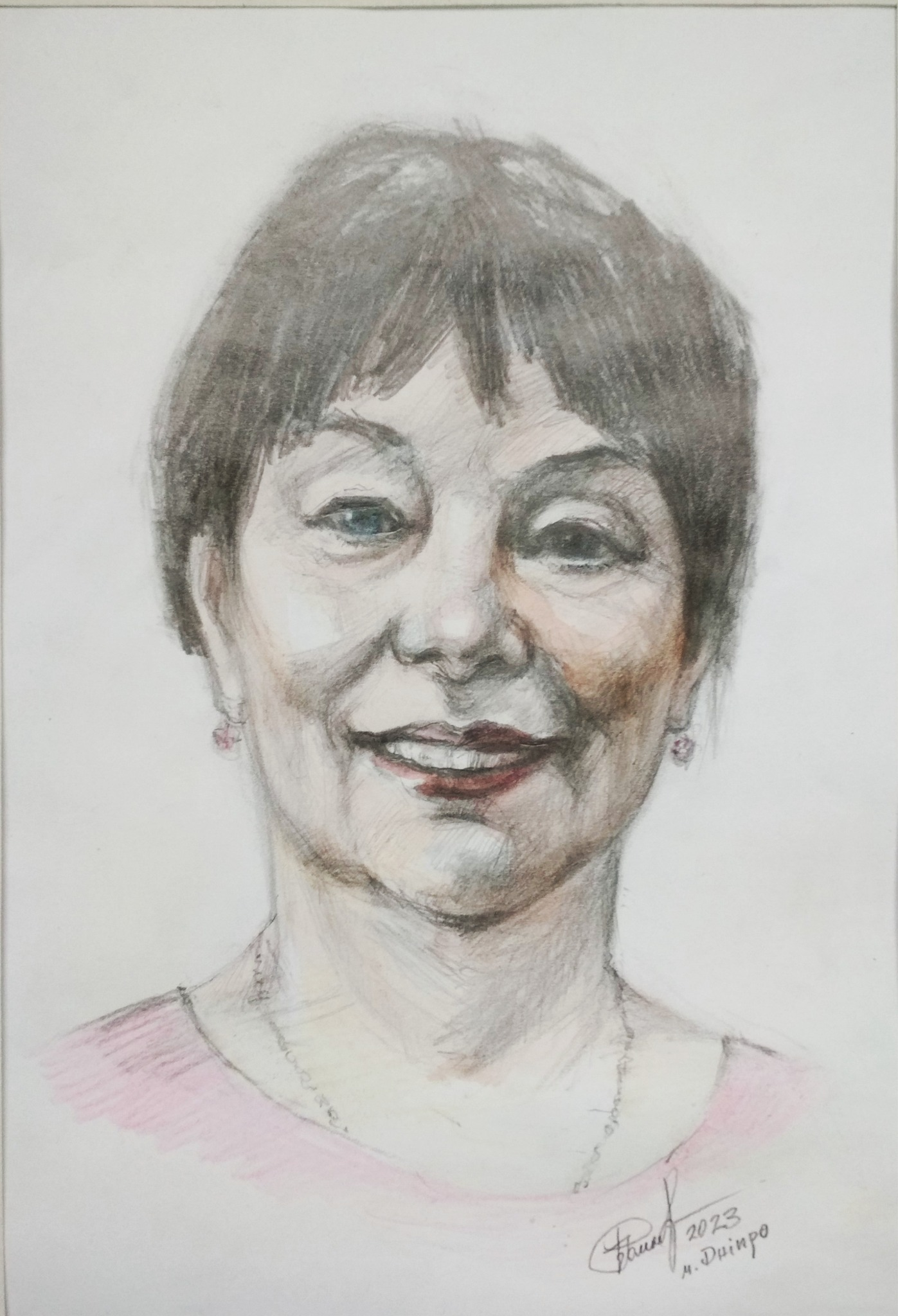
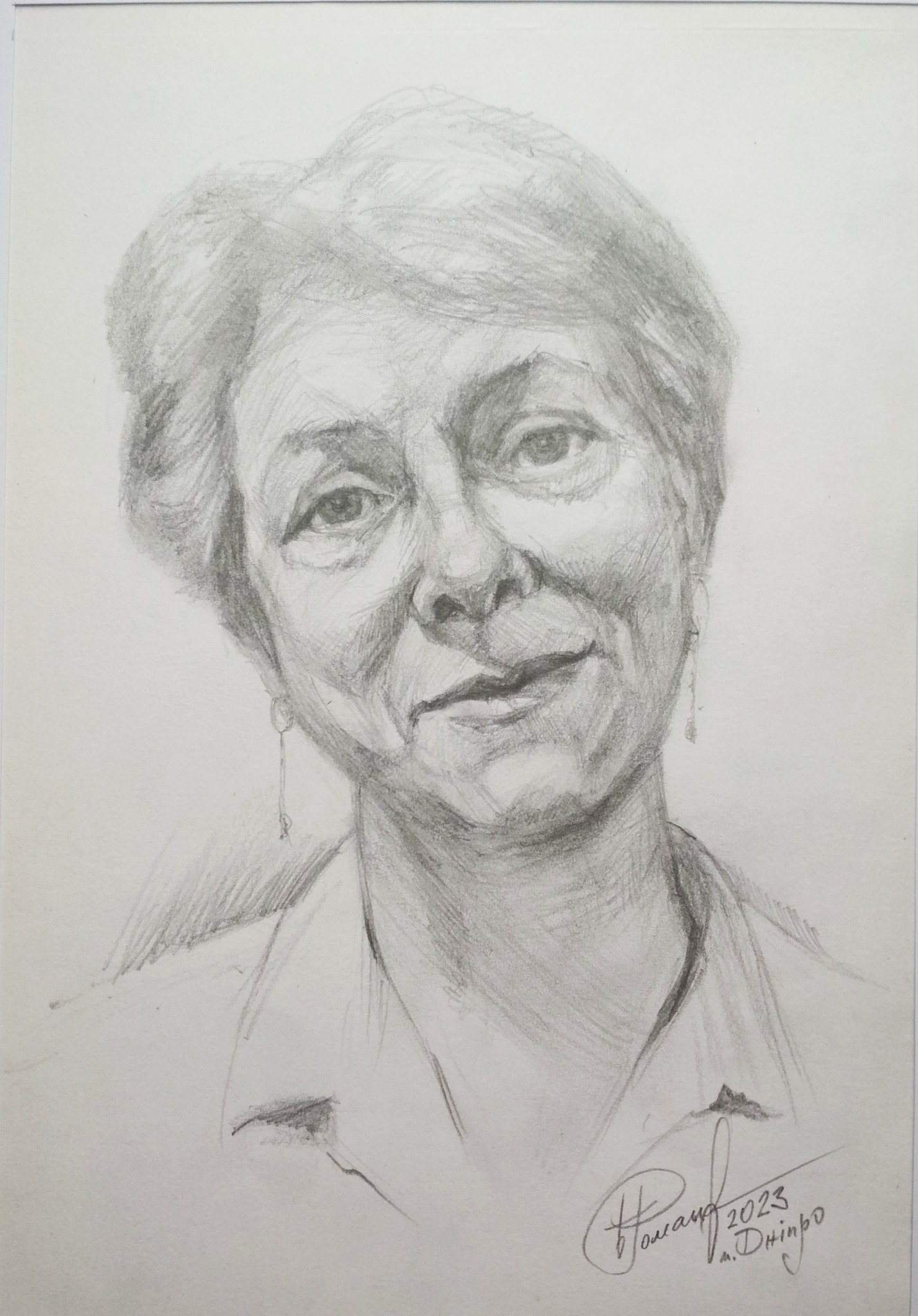
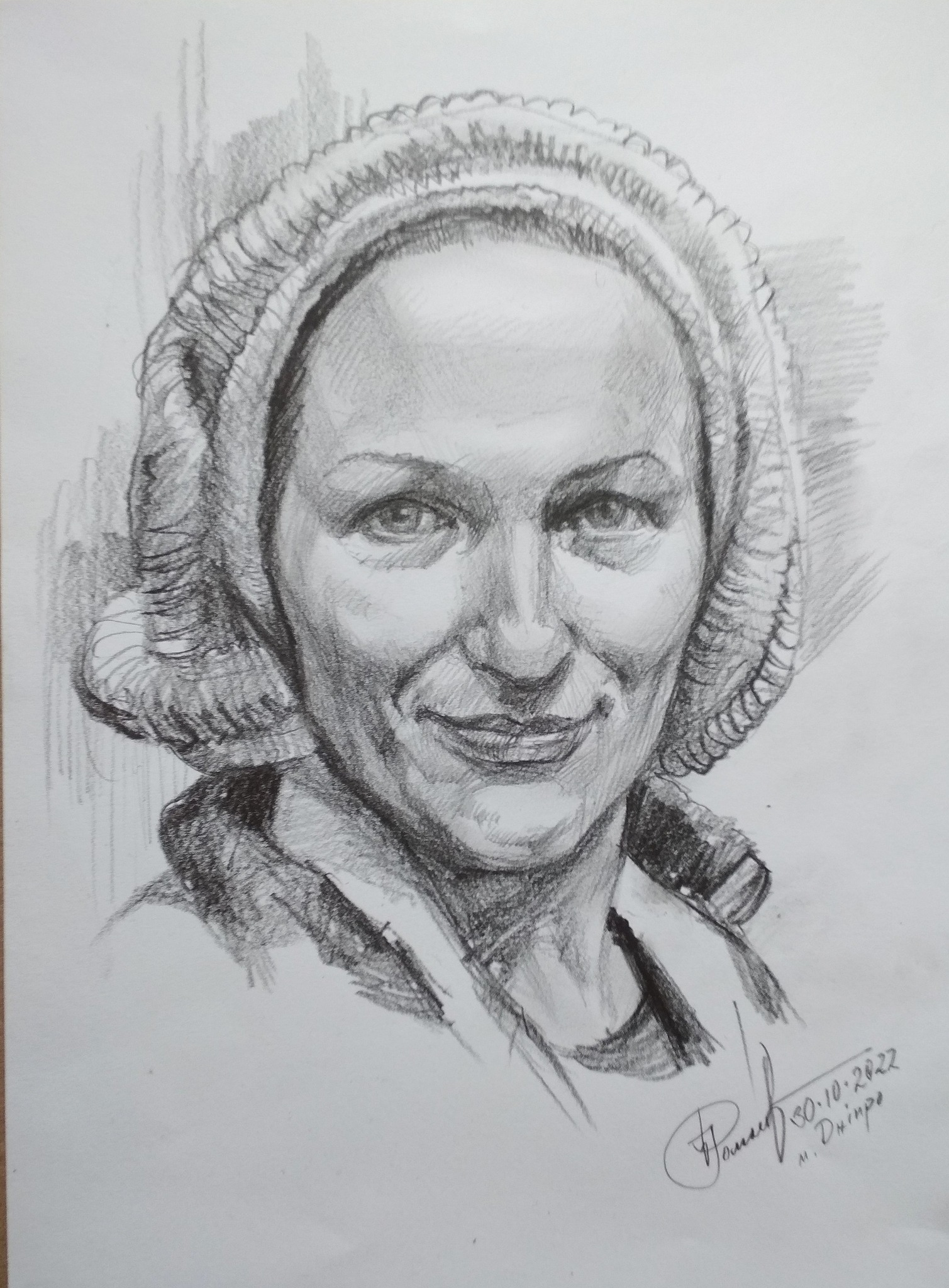
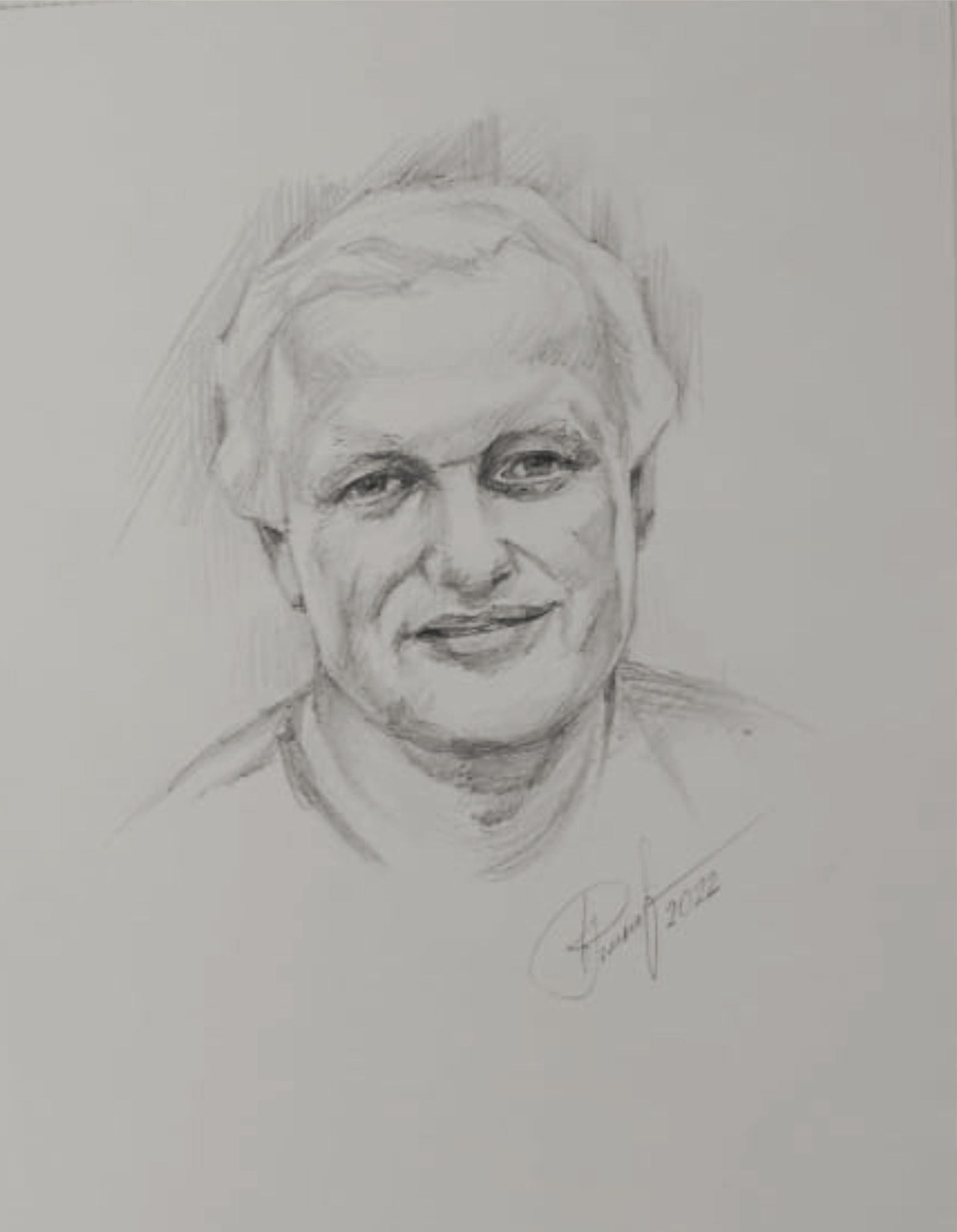
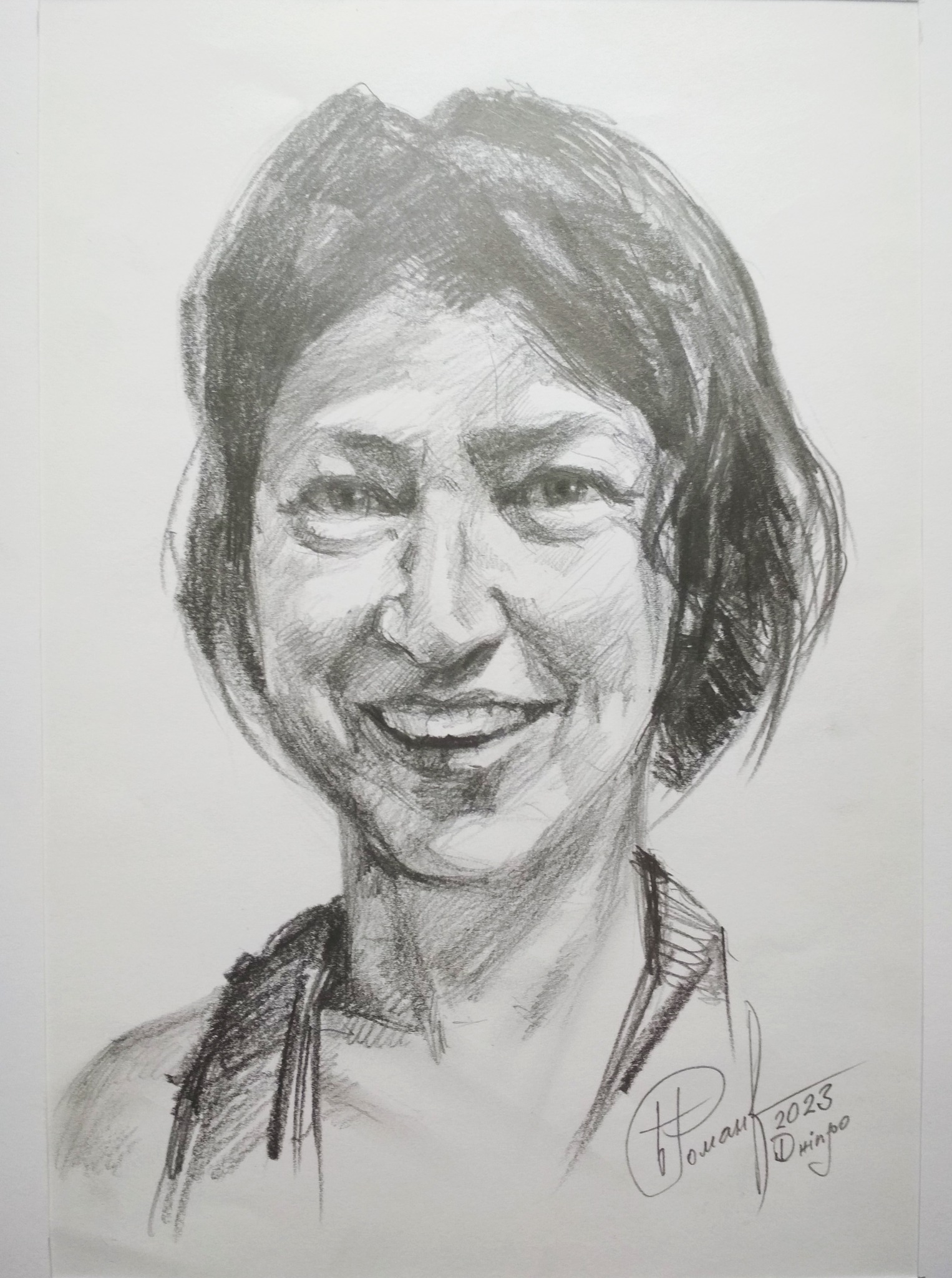
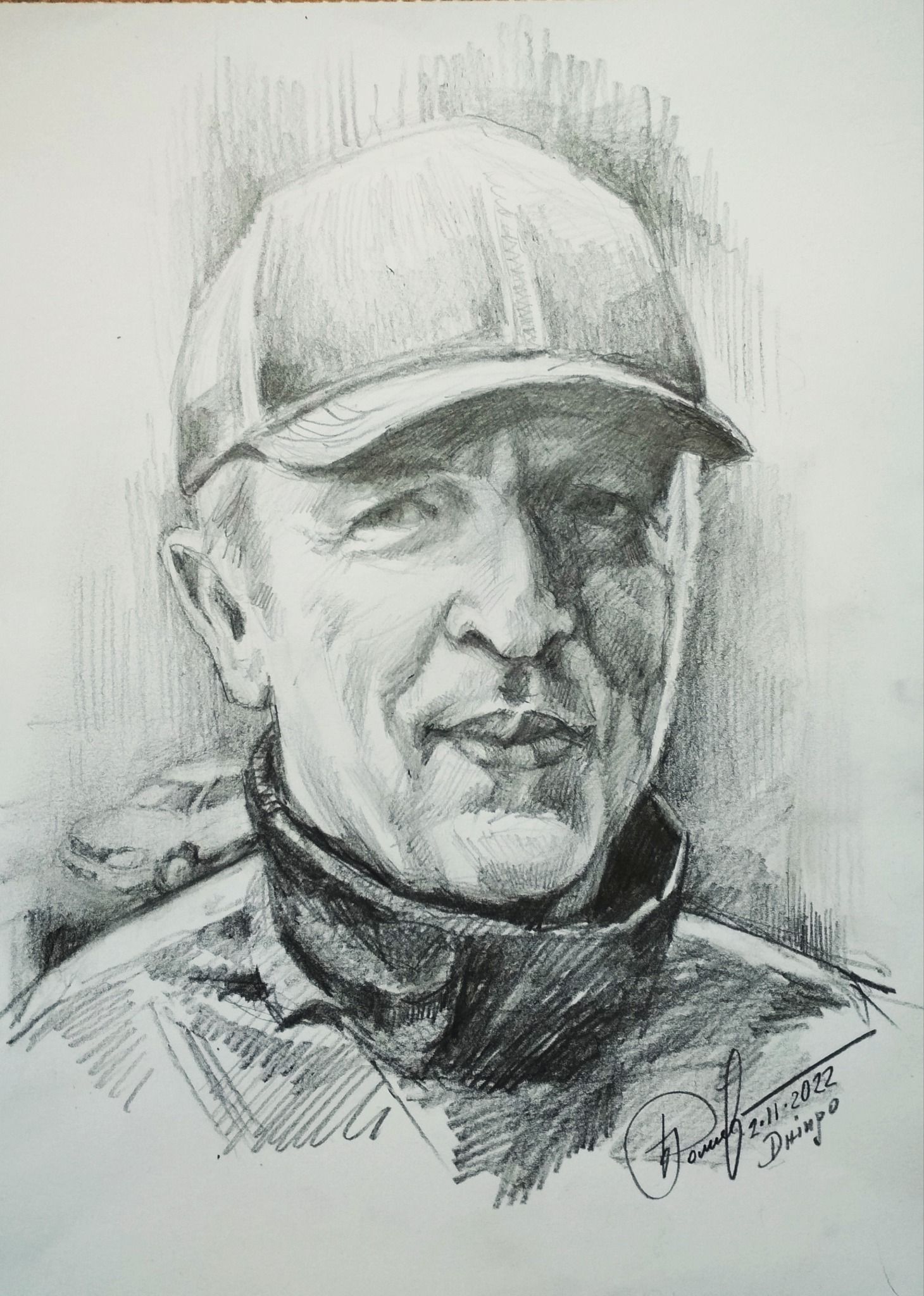
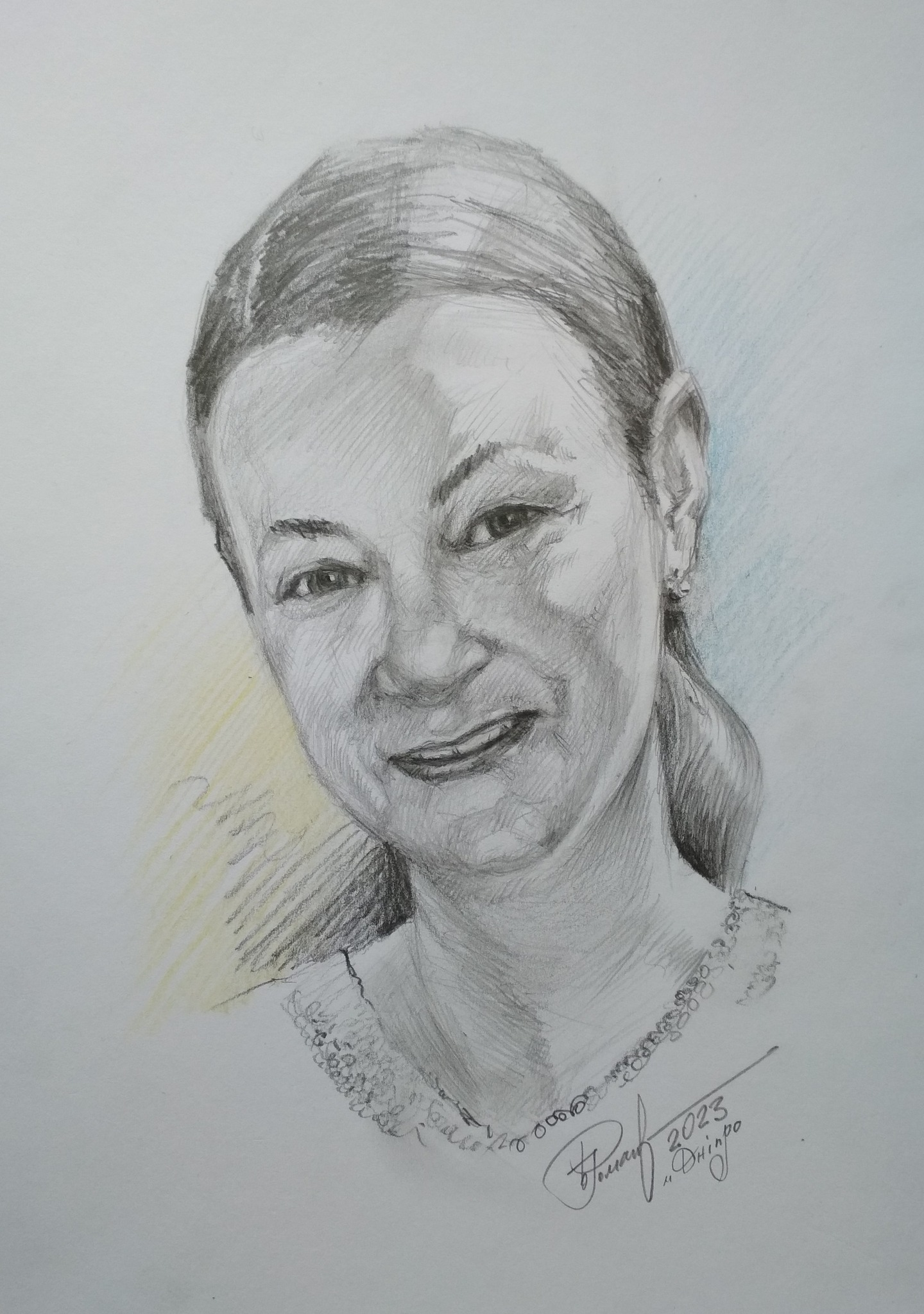
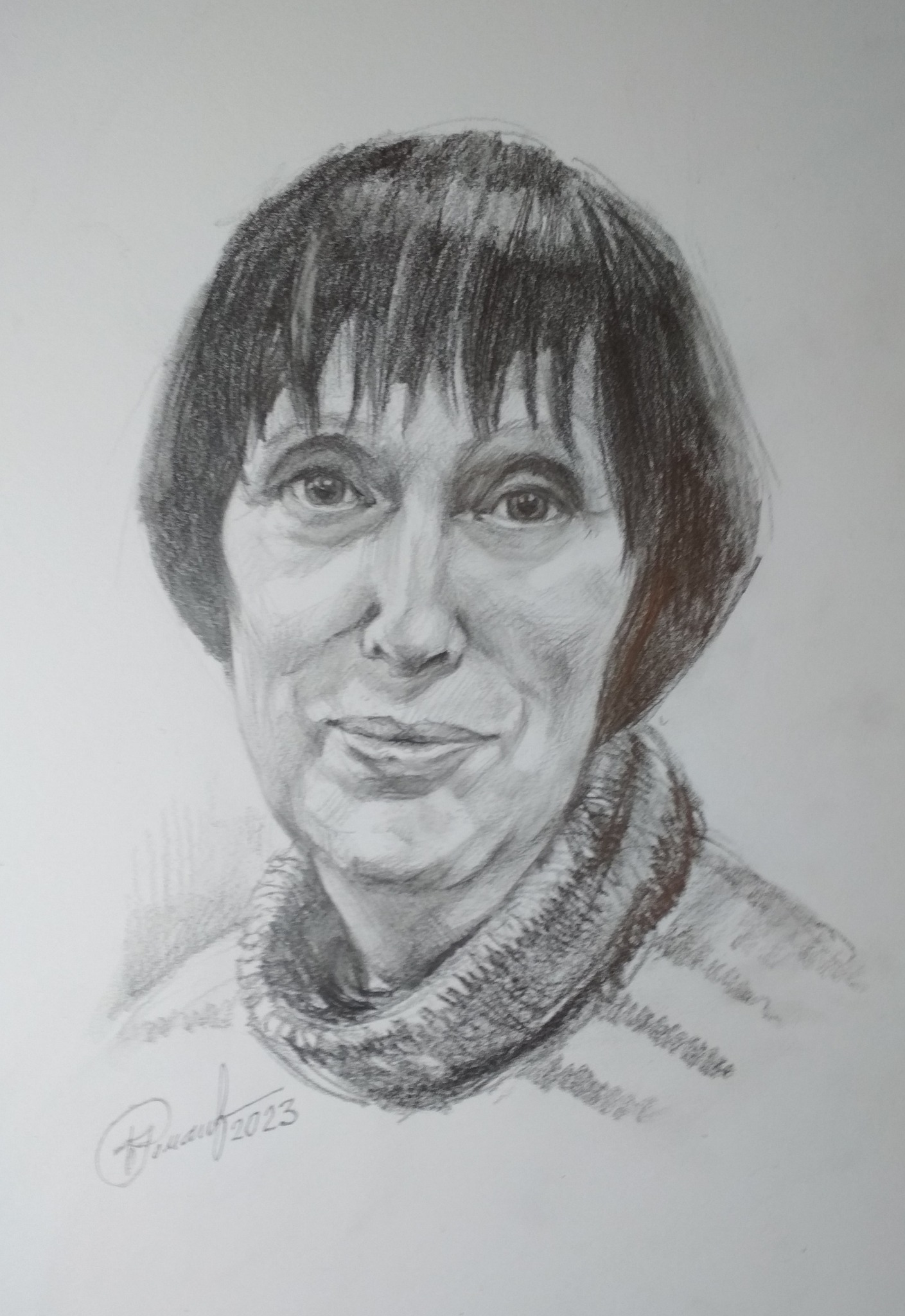
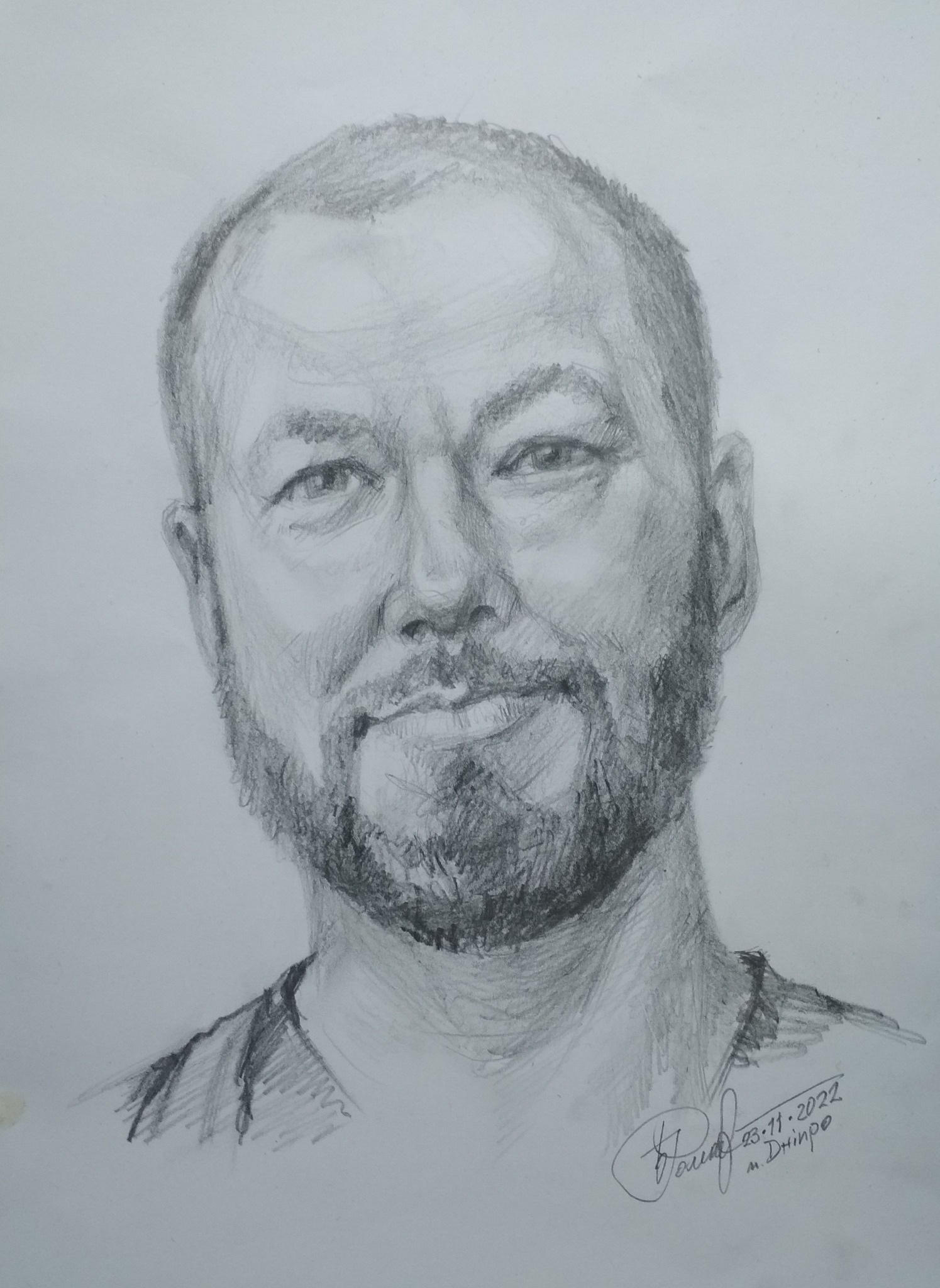
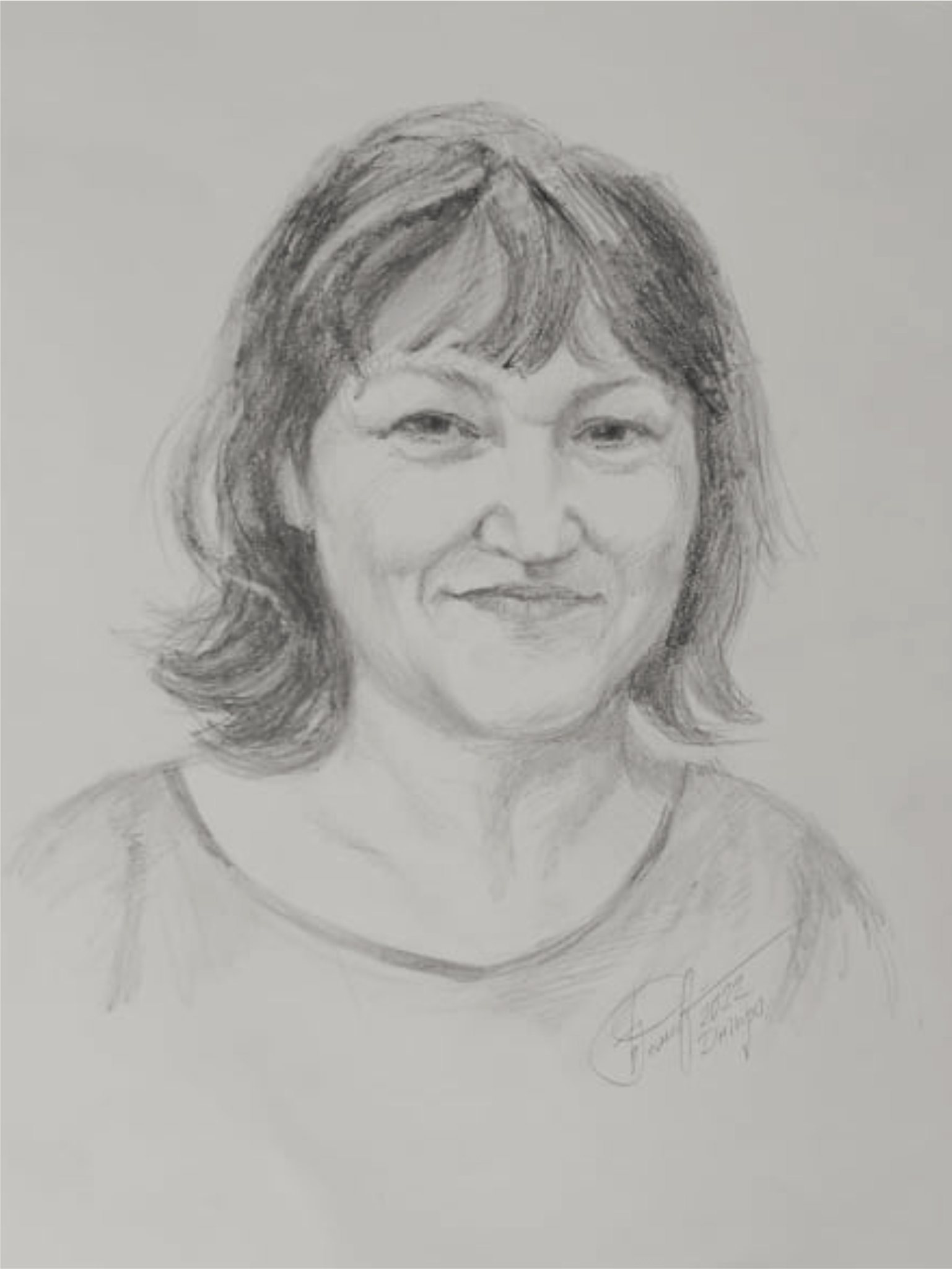
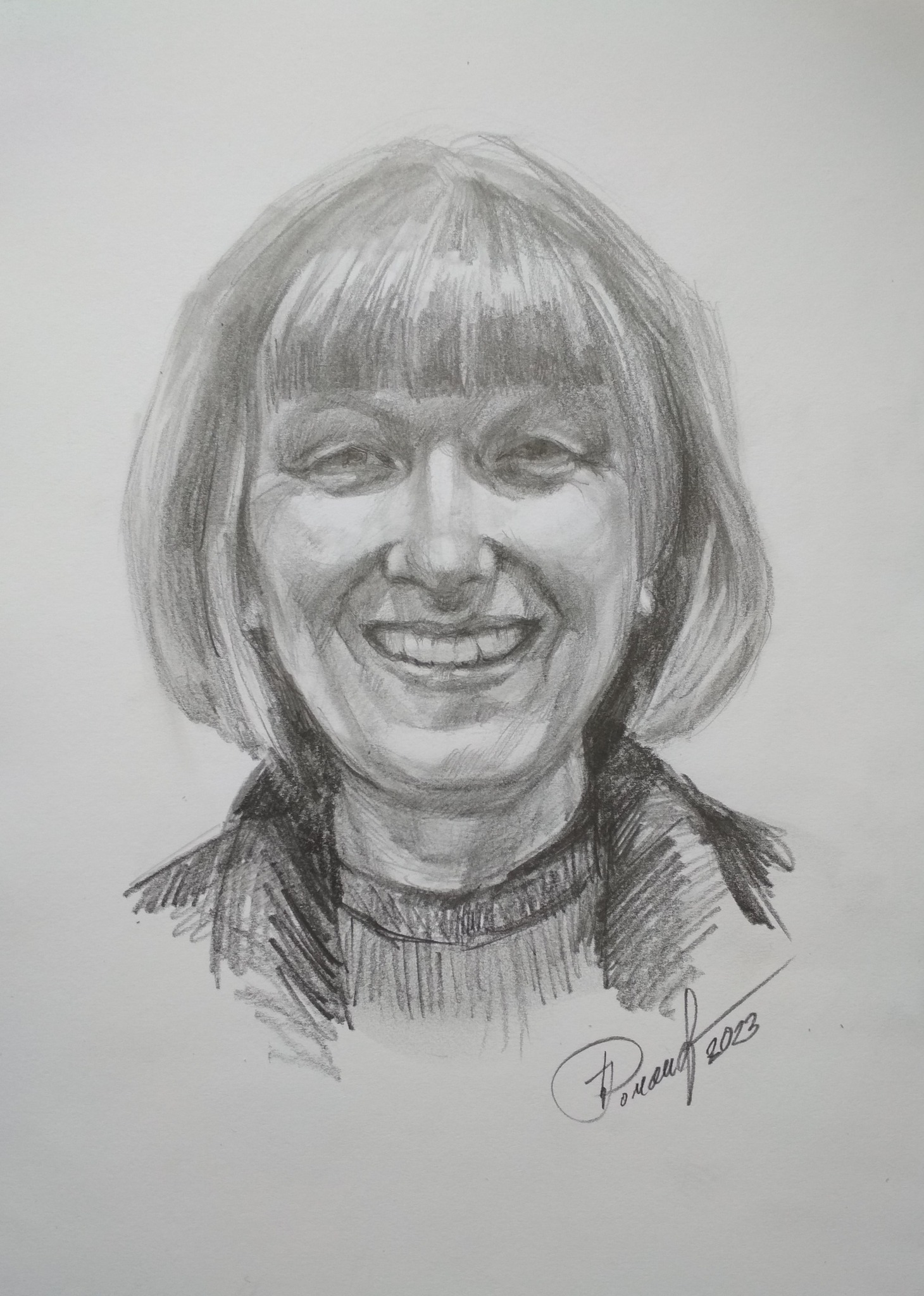
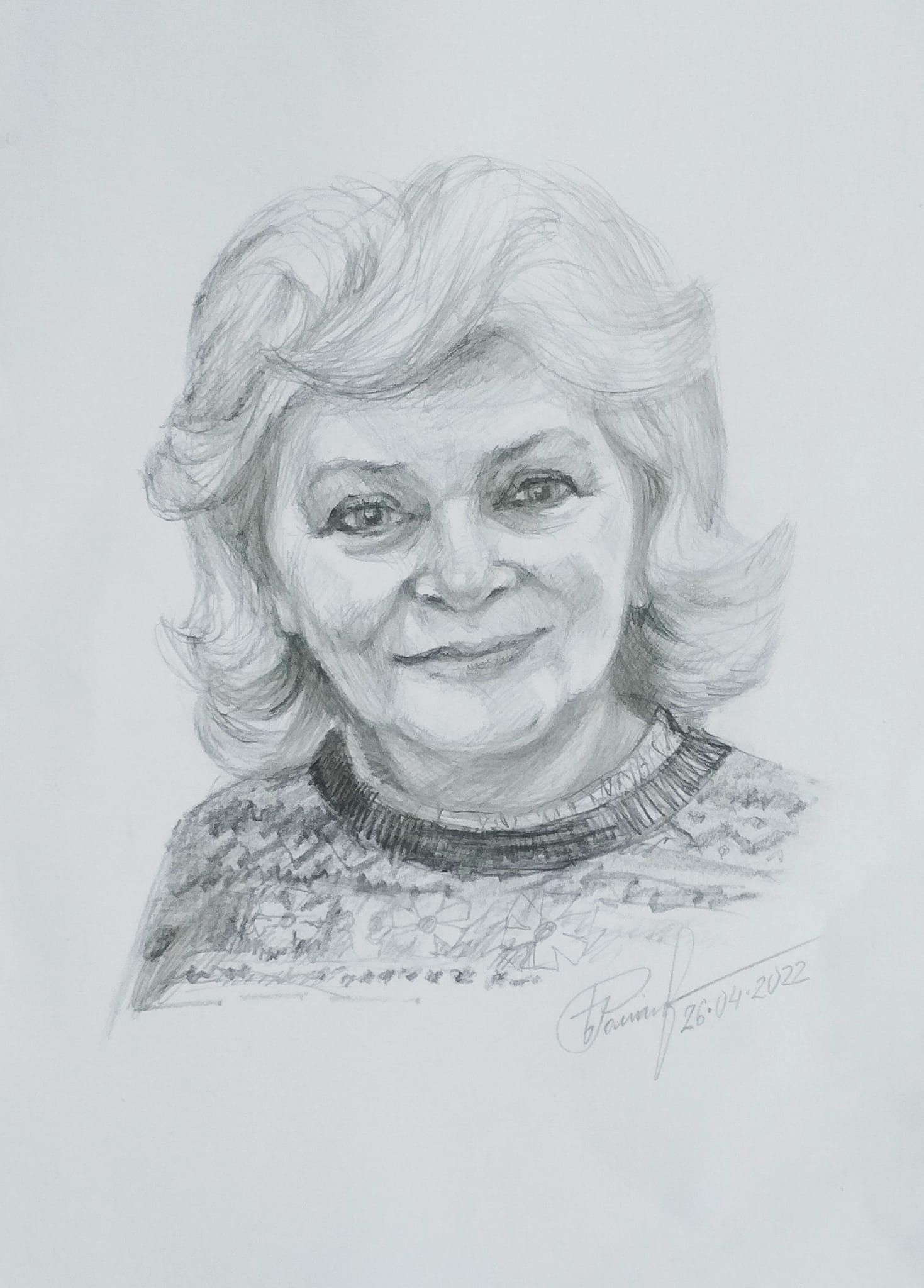

## Згадки у ЗМІ
- Жити в Сєвєродонецьку //30.09.2020 Ukraїner
- УНІКАЛЬНИЙ ЕКСПОНАТ — У ПОДАРУНОК //7.03.2019 Телеканал «Центральний»
- Экслибрис: Шевченкиана Бориса Романова // 27.01.2014 «Северодонецк. Инфо»(рос.)
- Шевченкіана Бориса Романова //7.02.2014 «Голос Украины» (рос.)
- Велика спадщина малої графіки //16 груд. 2016 р «Газеті „День“»
- «До річниці з дня перепоховання Тараса Шевченка. Суспільне Дніпро» //22 травня 2022
- «Історія майстра екслібрисів, який евакуювався з Сєвєродонецька до Дніпра» Суспільне Дніпро //4 серпня 2022
- «Волонтер вивіз моє мистецтво». Розповідь художника з Сєвєродонецька 04-08-2022
- Виставка художника Бориса Романова під час війни у Дніпрі //16.06.2022
- «Я не пишу війну, спершу треба все це пережити». Історії трьох митців, які стали вимушеними переселенцями //29.05.2023
- Сєвєродонецький художник Борис Романов серед митців дніпровської благодійної виставки «Липневий мед» //04.07.2023
- Від гравюр до пейзажів: художник із Сєвєродонецька знайшов нове натхнення в Дніпрі //07.07.2023 ДніпроTV
- «Коли людина займається творчістю — вона щаслива». Сєвєродонецький художник Борис Романов знаходить натхнення у Дніпрі \\ 09.08.2024
- Помер художник з Луганщини Борис Романов \\ 15.05.2025 «Суспільне Мовлення»